# Stavkirke
Una stavkirke (in italiano chiesa a doghe o a pali portanti) è una chiesa medievale costruita interamente in legno. La struttura dei muri è costituita da assi verticali. Le assi portanti (stafr in lingua norrena) hanno dato il nome alla tecnica di costruzione. Chiese di tipo simile sono le chiese con muri di palizzate, c.d. "Palisadekirke".
Originariamente molte diffuse, la maggior parte delle stavkirke sopravvissute si trovano in Norvegia. Nel Medioevo c'erano probabilmente oltre 1.000 stavkirke nello stato (addirittura 2.000 secondo alcuni) ma la maggior parte scomparve nel periodo 1350-1650, probabilmente a causa delle mutevoli esigenze dopo la Peste nera e la Riforma Protestante. Nel 1650 ne erano rimaste circa 270 e nei successivi cento anni 136 di queste scomparvero. Oggi ne sopravvivono solo 28.
Le uniche stavkirke medievali rimaste fuori dalla Norvegia sono la stavkirke di Hedared (circa 1500) in Svezia e una stavkirke norvegese trasferita nel 1842 nella contemporanea Karpacz nelle montagne di Karkonosze in Polonia (a quel tempo faceva parte del Regno di Prussia). La Chiesa di Greensted, nell'Essex (Regno Unito), mostra molte somiglianze con una stavkirke ma è generalmente considerata una palisadekirke.
Le stavkirke sono oggi considerate tra i più importanti rappresentanti dell'architettura in legno del Medioevo europeo e sono rappresentate dalla Stavkirke di Urnes nel Patrimonio dell'umanità dell'UNESCO. Figurano nel patrimonio UNESCO anche le Chiese lignee del Maramureș che condividono molte caratteristiche con le stavkirke pur non appartenendo alla medesima tipologia edilizia.

## Storia
Le stavkirke erano comuni nell'Europa del Nord. Si crede che nella sola Norvegia siano state costruite un totale di circa 1000 chiese, anche se ricerche più recenti hanno portato questo numero più in alto ed è ora vicino alle 2000 unità. Il numero di stavkirke costruite negli altri Paesi europei è sconosciuto.

### Norvegia

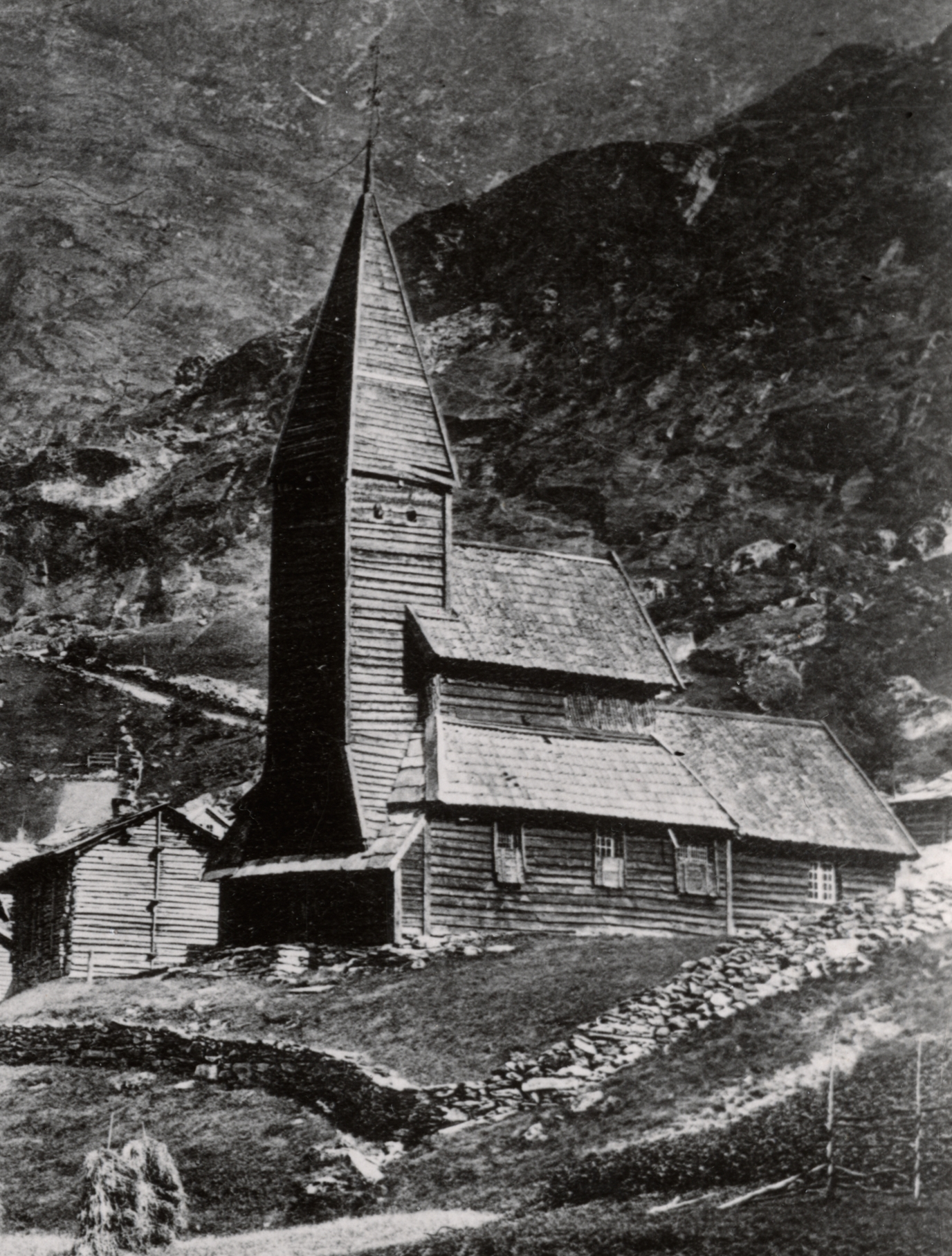
La stavkirke di Fantoft (oggi non più esistente) - fotografia del 1873 ed. in.

La maggior parte delle stavkirke sopravvissute in Norvegia furono costruite tra il 1150 e il 1350. Quelle precedenti il 1100 sono note solo da fonti scritte, comunque scarse e difficili da interpretare, o da scavi archeologici. Solo 271 chiese in muratura furono costruite in Norvegia durante il medesimo periodo, di cui 160 ancora esistenti, mentre in Svezia e Danimarca c'erano rispettivamente 900 e 1800 chiese in muratura. La Frostathing e il Gulating, con le loro norme sui "pali d'angolo", mostrano che la stavkirke era l'edificio standard della chiesa in Norvegia, anche se la chiesa cattolica preferiva edificare con la pietra. Tutte le chiese in legno in Norvegia prima della Riforma erano costruite con doghe. La costruzione in tronchi è più giovane della costruzione a doghe in Norvegia ed è stata introdotta negli edifici residenziali intorno all'anno 1000. La costruzione a doghe non fu comunque influenzata dalla tecnica dei tronchi.
L'etimo "stavkirke" non figura nella lingua norrena, presumibilmente perché non c'erano altri tipi di chiese in legno. Quando le chiese della Norvegia dopo la Riforma furono costruite con i tronchi, originò la necessità di un termine distintivo per le chiese più antiche. Nelle fonti scritte del Medioevo esiste una chiara distinzione tra "pali" (stafr) e "tavole" (þili o vægþili). Tuttavia, nei documenti del 1600-1700, "doga" veniva utilizzato anche per assi o pannelli da parete. Emil Eckhoff nel suo Svenska stavkyrkor (1914-1916) incluse anche edifici ecclesiastici con struttura in legno senza pilastri.
Secondo le più antiche leggi scritte della Norvegia e l'Antico libro di omelie norvegese (no. Gammelnorsk homiliebok), la consacrazione della chiesa era valida finché i quattro pilastri angolari erano in piedi. Uno dei sermoni della Gammelnorsk homiliebok è noto come "Sermone della stavkirke" (no. Stavkirkeprekenen). Risale al 1100 circa e presumibilmente veniva eseguito in occasione delle consacrazioni degli edifici o delle loro ricorrenze. Il testo del sermone è un'interpretazione teologica degli elementi costruttivi della chiesa dei quali fornisce un elenco dettagliato, se non completo, finendo pertanto per il costituirsi quale fonte di terminologia tecnica: es. «I quattro pilastri d'angolo della chiesa sono un simbolo per i quattro vangeli, perché i loro insegnamenti sono i più forti sostegni all'interno dell'intero cristianesimo.»
L'edificio della chiesa è menzionato nella "Legge di Gulaþing" (no. Gulaþingslov), scritta negli anni 1000. Nel capitolo sul cristianesimo, il XII articolo afferma:
(Gulatingslovi)
In Norvegia, le stavkirke furono gradualmente sostituite da edifici di altra tipologia ma molte sopravvissero fino al XIX secolo quando un numero consistente fu distrutto. Oggi, 28 stavkirke storiche sopravvivono nel paese. Questi edifici religiosi erano particolarmente comuni nelle aree meno popolate delle alte valli e nelle foreste, nei villaggi di pescatori sulle isole e nei villaggi secondari lungo i fiordi. Intorno al 1800, in Norvegia erano ancora note 322 stavkirke, la maggior parte delle quali in aree scarsamente popolate. In talune località permaneva infatti, accanto alla chiesa principale in muratura, la vecchia stavkirke. Le chiese in muratura furono costruite principalmente nelle città, lungo la costa e nelle ricche aree agricole del Trøndelag e dell'est del paese, così come nelle parrocchie più grandi nei distretti dei fiordi nella Norvegia occidentale. Non furono costruite nuove chiese in Norvegia durante il 1400 e il 1500. Le stavkirke norvegesi scomparvero in gran parte alla fine del 1700, sostituite da edifici in tronchi. Diverse stavkirke furono ridisegnate o ampliate utilizzando tecniche diverse durante il 1600–1700: es. la stavkirke di Flesberg fu convertita in una chiesa cruciforme in parte con opera in tronchi. Secondo Dietrichson, la maggior parte delle chiese a doghe furono smantellate per fare spazio a una nuova chiesa, in parte perché la vecchia chiesa era diventata troppo piccola per la congregazione e in parte perché la stavkirke era in cattive condizioni. Incendi, tempeste, valanghe e degrado erano altri motivi. Nel 1650 c'erano circa 270 chiese in legno superstiti in Norvegia e nei successivi cent'anni 136 di queste scomparvero. Sopravvivevano ancora 95 stavkirke nel 1800, mentre oltre 200 stavkirke ormai scomparse erano ancora conosciute per nome o tramandate dalle fonti scritte. Tra il 1850 e il 1885 scomparvero 32 stavkirke, tra le quali quella di Fantoft.
La stavkirke di Heddal fu la prima descritta in una pubblicazione accademica, quando Johannes Flintoe scrisse un saggio in Samlinger til det Norske Folks Sprog og Historie (Christiania, 1834). La pubblicazione comprendeva i disegni di Flintoe della facciata, del piano terra e della pianta del pavimento, il primo disegno architettonico conosciuto di una stavkirke.
Tra il 1950 e il 1970, sotto la stavkirke di Lom e sotto chiese in muratura come la Chiesa di Kinsarvik, furono scoperti buche di pali di edifici più antichi e questa scoperta fu un importante contributo alla comprensione dell'origine delle stavkirke. I fori di posa sono stati identificati per la prima volta durante gli scavi nella stavkirke di Urnes.

### Altri paesi
In Danimarca sono state trovate in diversi luoghi tracce di stolpekirke e ve ne sono anche parti ancora esistenti di alcune di esse. Una tavola di questo tipo di chiesa è stata trovata nello Jutland ed è ora visibile presso il Museo Nazionale Danese a Copenaghen e un tentativo di ricostruzione è visibile al museo di Moesgaard vicino ad Århus. I segni creati da diverse antiche stolpekirke si trovano presso l'antica chiesa in pietra di Jelling.
In Svezia c'è una stavkirke medievale, quella di Hedared, costruita nel 1500 nello stesso luogo di una precedente stolpekirke. Altri luoghi di rilievo sono la chiesa di Maria Minore a Lund che ha tracce di stolpekirke con palizzate e alcune vecchie parti della stavkirke di Hemse in Gotland. Soltanto in Scania vi erano circa 300 chiese quando Adamo da Brema visitò la Scandinavia nella prima metà dell'XI secolo, non si sa quante di esse fossero stavkirke o stolpekirke. Nel paese, durante il Medioevo, le stavkirke, ritenute obsolete, furono rimpiazzate da edifici più recenti.
In Inghilterra vi è una chiesa di origine anglosassone, la chiesa di Greensted di Essex, su cui si è aperto un dibattito se essa sia una stavkirke o sia precedente a esse; l'opinione generale è categorizzarla come sassone. Vi è anche un'altra chiesa in Inghilterra che ha similitudini con le stavkirke, la chiesa medievale di Santa Maria e San Davide a Kilpeck nello Herefordshire; questa chiesa è caratterizzata dalla presenza di diverse teste di drago che richiamano quelle della stavkirke norvegese di Borgund.
In Germania c'è una chiesa in pietra con un motivo che descrive un drago simile a quelli che si vedono spesso sulle stavkirke norvegesi, su un artefatto restante in Danimarca e persino in Gotland. È molto controverso se questa decorazione sia attribuibile a similitudini culturali o indichi simili metodi di costruzione.

### Influenze
Lorentz Dietrichson, nel suo libro De norske Stavkirker (1892) affermò che la stavkirke è «una brillante traduzione della basilica romanica dalla pietra al legno.» Sostenne inoltre che il "tipo B" delle stavkirke mostra un'influenza dalle basiliche paleocristiane e romane. Si presumeva che tale contaminazione stilistica sia giunta tramite l'architettura anglosassone e irlandese, nelle quali solo la particolare costruzione del tetto era legata alla tradizione indigena. Dietrichson sottolineò la cosa basandosi sull'analisi del cleristorio, dei portici e dei capitelli.
La c.d. "teoria della basilica" fu introdotta da N. Nicolaysen in Mindesmærker af Middelalderens Kunst i Norge (1854), secondo il quale le stavkirke norrene «sono ora le uniche rimaste del suo genere e, secondo i documenti scarsi e le circostanze note, sembra che non esistesse nulla di simile tranne forse in Gran Bretagna e Irlanda.» Nicolaysen affermò inoltre che il layout e il design potrebbe essere stato ispirato dall'architettura bizantina e concludendo che «Tutti i fatti suggeriscono che le chiese a doghe come le chiese in muratura e tutta l'architettura medievale nell'Europa occidentale abbiano avuto origine dalla basilica romana.» Questa teoria è stata ulteriormente sviluppata dagli studiosi Anders Bugge e Roar Hauglid, mentre Peter Anker ricondusse l'influenza dell'architettura in muratura straniera principalmente nei dettagli decorativi.
Per Jonas Nordhagen non rifiuta la teoria della basilica ma suggerisce uno sviluppo lungo due percorsi e che la basilica fosse uno sviluppo verso chiese più grandi e tecnicamente più sofisticate. Il percorso principale e progressivo secondo Nordhagen portò alle stavkirke di Torpo e Borgund.
Il folclore e le prove circostanziali sembrano suggerire che le stavkirke siano state costruite su luoghi di culto dell'antica religione norrena, gli Heathen hof. Dietrichson credeva che le stavkirke fossero strettamente collegate agli hof e la "teoria del hof" suscitò interesse negli Anni '30 e '40. La teoria presumeva che gli hof avessero un tetto quadrato e rialzato sostenuto da quattro colonne. Durante la cristianizzazione della Norvegia i capi locali furono costretti a smantellare gli hof o a convertirli in chiese. Sembra essere possibile tracciare una connessione soltanto in un luogo, la stavkirke di Mære (Norvegia), dove, in un angolo del terreno della chiesa, vi sono i resti di un altro edificio che può essere collegato al paganesimo. Bugge e Norberg-Schultz hanno comunque sostenuto che «non c'è motivo di credere che gli ultimi hof e le prime chiese avessero differenze sostanziali.» Quest'ipotesi fu smentita più volte da prove archeologiche, nel caso specifico dell'Islanda da Åge Roussel. Olaf Olsen ha descritto lo hof semplicemente come una funzione correlata agli edifici ordinari nelle grandi fattorie. Se l'hof era un edificio particolare, resta da identificare, secondo Olsen che ha rifiutato la relativa teoria. Nicolay Nicolaysen ha inoltre concluso che non esiste un solo caso noto di un hof convertito in chiesa.
La mancanza di prove storiche per gli hof come edifici mina la relativa teoria. Nicolaysen ha anche introdotto l'ipotesi del centro comunitario, sostenendo che gli hof fossero stati distrutti e le chiese costruite nella stessa posizione conveniente per la comunità locale. La posizione vicino a un precedente hof sarebbe quindi una coincidenza, secondo Nicolaysen. Papa Gregorio I incoraggiò (anno 601) Agostino di Canterbury a riutilizzare i templi pre-cristiani ma questo aveva poca rilevanza per la Norvegia secondo Nicolaysen. Jan Brendalsmo, nella sua dissertazione, ha concluso che le chiese erano spesso realizzate in grandi fattorie o fattorie di capi locali e vicino a sale delle feste o cimiteri.
Le stavkirke a volte sembrano aver costruito o utilizzato materiali provenienti da antichi siti di culto pagani e sono considerate la migliore prova dell'esistenza dei templi pagani norvegesi e la migliore guida sull'aspetto che avevano. Si ritiene pertanto che la disposizione degli spazi nelle chiese abbia imitato i vecchi templi pagani nel design, forse progettato per aderire alle antiche credenze cosmologiche norrene, soprattutto perché alcune chiese erano costruite attorno a un punto centrale come l'albero del mondo. Le stavkirke erano spesso anche poste vicino o in vista di grandi formazioni naturali che ebbero un ruolo significativo nel paganesimo nordico, suggerendo così anche una forma di continuità attraverso la collocazione e il simbolismo. Inoltre, teste di drago (esemplari quelle della Stavkirke di Borgund) e altri chiari simbolismi mitologici suggeriscono la fusione culturale delle credenze mitologiche norrene e del cristianesimo in una sintesi non contraddittoria. A causa di queste prove, ricerche più recenti hanno suggerito che il cristianesimo sia stato introdotto in Norvegia molto prima di quanto si pensasse in precedenza.

## Materiali da costruzione e strumenti

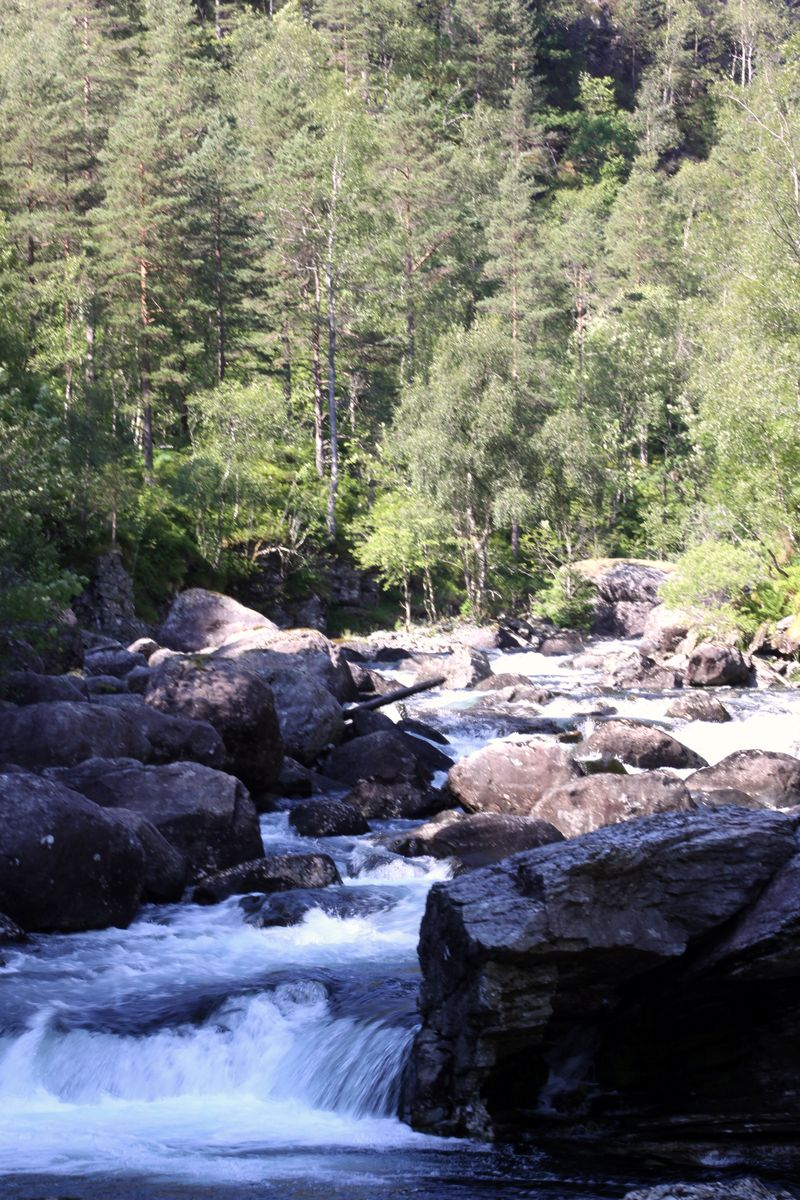
Foresta montana di pini in Norvegia.

Il materiale da costruzione più comune per le stavkirke norvegesi era il pino silvestre. Per la struttura di base fu utilizzato il durame di pino le cui caratteristiche fisiche (bassa permeabilità, resistenza dalla decomposizione, durabilità) ne facevano il legno ideale per le parti "a vista" dell'edificio: pali, traversine, scandole e assi da muro (piastrellisti). Gli alberi erano solitamente abbattuti nelle zone più elevate, dove avevano avuto modo di crescere confrontandosi con un habitat più rigido.
Al di fuori della Norvegia, il tipo di legname utilizzato per le stavkirke era quello maggiormente disponibile. In Danimarca, Germania settentrionale e Inghilterra fu la quercia (spec. la farnia), altra pianta caratterizzata da un durame particolarmente performante, il materiale preferito per le strutture in legno. Nella chiesa di Sant'Andrea a Greensted (Inghilterra), la quercia è stata utilizzata nelle pareti della palizzata. Anche la chiesa di Hedared in Svezia è stata costruita con un ampio utilizzo di legno di quercia.
Diversi tipi di strumenti erano utilizzati durante la costruzione delle stavkirke. I più importanti erano: vari tipi di scure (no. øks), trivella (no. navar), palo (pjål) e filo a piombo (no. loddsnor). Nessuna traccia di segatura è stata trovata negli edifici medievali: es. la stavkirke di Borgund è composta da circa 2000 parti che, disposte per dimensione e forma, formano circa 100 categorie.
Le stavkirke erano originariamente costruite senza l'uso di bulloni o raccordi di ferro nei giunti tra le parti centrali portanti. Tutti i collegamenti erano realizzati in legno.

## Datazione delle chiese
La datazione di un edificio in legno come una stavkirke si può fare in molti modi: fonti scritte; iscrizioni in situ; stile della costruzione, dei dettagli e degli ornamenti; dendrocronologia e metodo del carbonio-14 applicati al legname utilizzato. Le fonti scritte ed epigrafiche fissano solitamente una data nella quale si accerta l'esistenza dell'edificio. Gli scavi archeologici possono portare a ritrovamenti che provvedono a una datazione relativa per la struttura, mentre i metodi per la datazione assoluta come il carbonio-14 o la dendrocronologia portano datazioni più esatte. Un difetto della dendrocronologia è che tende a trascurare la possibilità che il legno potrebbe essere stato riusato da una struttura più vecchia, o che possa aver atteso molti anni dopo il taglio prima di venire utilizzato.
Un problema molto importante per la datazione delle chiese è che le piattaforme sono quegli elementi costruttivi che hanno più probabilità di avere parti esterne ancora preservate. Sono però anche quelli più suscettibili all'umidità e la gente che ritornava e riusava le parti delle fondazioni delle chiese possono averle ricostruite molte volte. Se fosse così, la datazione dendrocronologica si potrebbe basare su di un ceppo di una successiva ricostruzione.
Un importante contributo alla datazione dei tempi arriva dalle monete rinvenute sotto i loro pavimenti.
I risultati degli studi con il metodo del fotodendromo pubblicati nel 2019 hanno confermato stime adeguate per l'età del legname utilizzato. Le chiese di Urnes, Kaupanger e Hopperstad sono state esaminate in modo particolarmente approfondito.
- Stavkirke di Hoppestad dendro-datata al 1131–1132 (precedentemente ipotizzata 1125–1250).
- Stavkirke di Kaupanger datata 1137–1138 (precedentemente ipotizzata 1170–1200).
- Stavkirke di Gol datata 1204–1205 (precedentemente ipotizzata 1170–1309).
- Stavkirke di Borgund datata 1180–1181 (precedentemente ipotizzata 1150–1250).
- Stavkirke di Kvernes datata 1633 (precedentemente ritenuta medievale) è l'unica costruita in Norvegia dopo la Riforma Protestante.[41]

## Tecniche di costruzione

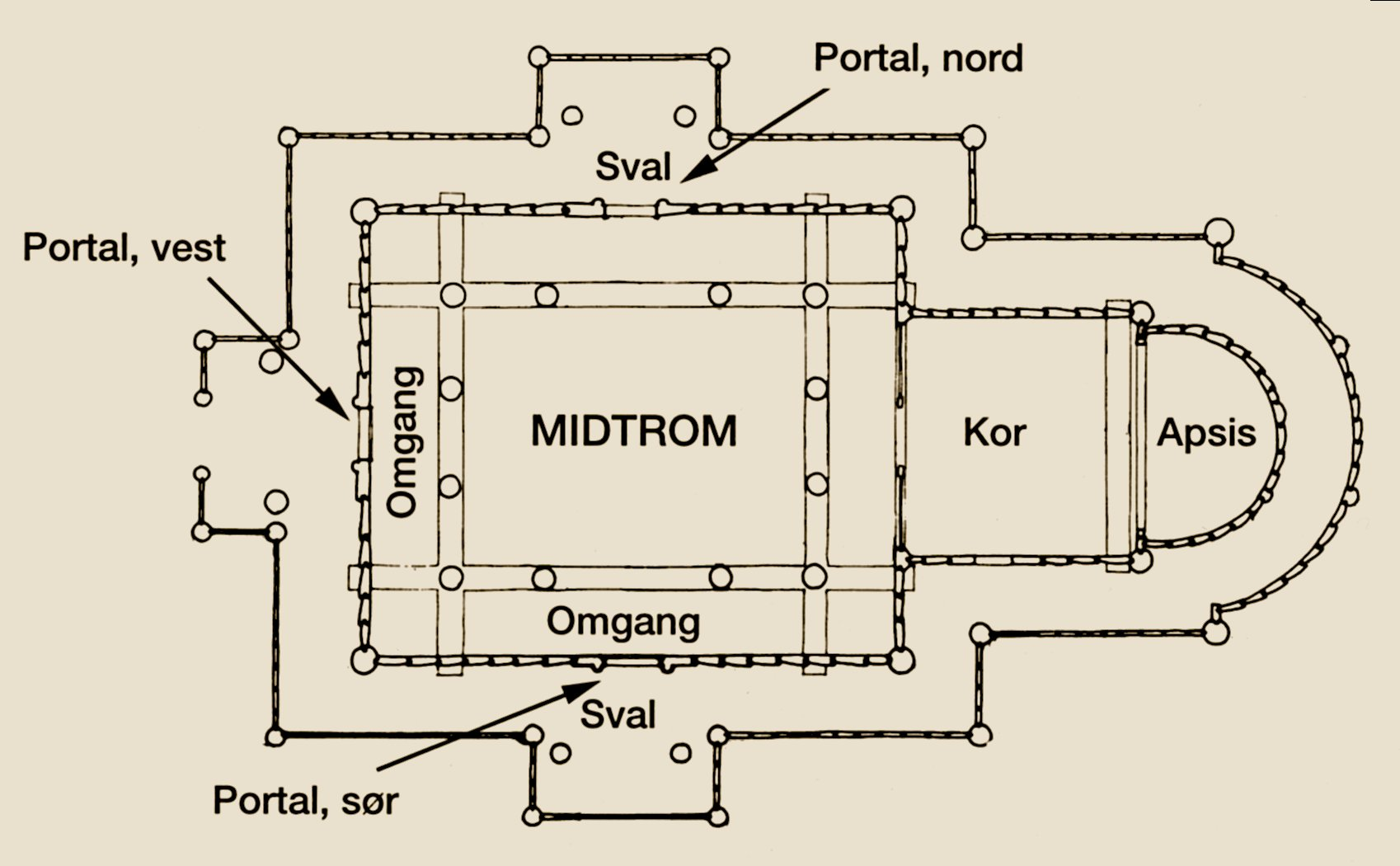
Planimetria di una stavkirke - disegno di Christie H.

La tecnica di costruzione della stavkirke ha i suoi predecessori negli edifici a palizzata (no. palisadebygg) e negli edifici a pilastro (no. stolpebygg). Le chiese costruite con queste tecniche sono spesso denominate "chiese a palizzata" (no. palisadekirke) e "chiese a pilastri" (no. stolpekirke). Le tre tecniche e le relative tipologie di chiesa sviluppano in un continuum che rende difficile tracciare distinzioni nette.
Negli edifici a doghe (no. stavbygg ), le doghe o pilastri poggiano su pietre di fondazione o su traverse. Christie e Jensensius delimitano il termine doghe agli edifici in cui una traversina in basso e una gamba in doghe in alto tengono unite le doghe angolari e dove lo spazio tra le doghe è riempito con assi verticali. Le prime chiese norvegesi erano stolpekirke ma questo metodo di costruzione fu gradualmente sostituito dalle doghe. Entrambi i metodi di costruzione potrebbero essere stati utilizzati contemporaneamente durante un periodo di transizione.
Dei tre metodi di costruzione citati, i primi due sono stati esposti a un precoce degrado a causa del loro contatto con la terra battuta. Tali strutture infatti difficilmente avrebbero potuto sopravvivere per più di 75-150 anni. Solo strutture in legno senza contatto diretto con il suolo, come edifici in doghe, edifici a graticcio o in tronchi su fondamenta di traverse o pietra potevano resistere per molto tempo.
Resistenza e resilienza delle chiese a doghe norvegesi si debbono a diversi fattori tecnici. Il legname veniva accuratamente selezionato ed essiccato, il che garantiva materiali di qualità superiore rispetto ad oggi. La costruzione era in grado di sopportare la spinta verticale del tetto e il carico di neve ed è abbastanza forte e rigida da resistere alla pressione del vento. Inoltre, il legno è stato protetto dal degrado. Tecnicamente, le stavkirke combinano travatura reticolare (no. Fagverk ) e travi portanti (no. bjelke) in un modo che rende stabile l'edificio.

### Palisadekirke

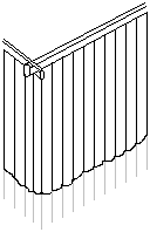
Opera a palizzata

La tecnica più antica è spesso chiamata opera a palizzata ed era una costruzione muraria autoportante con pilastri o assi di terra fitti che racchiudevano una stanza e allo stesso tempo sostenevano il tetto. Successivamente furono utilizzati tronchi divisi che davano alle pareti un interno piatto e i bordi potevano essere livellati o dotati di maschio e femmina. Le chiese della palizzata non sono state trovate in Norvegia.
Per prevenire il decadimento precoce, i pali e le assi erano incatramati e le estremità inferiori carbonizzate mediante combustione. Le file delle palizzate erano spesso collocate in fossati riempiti di pietra. Si è creduto a lungo che questa tecnica fosse scomparsa prima dell'inizio del millennio scorso ma nuove ricerche dimostrano che era in uso fino al XII secolo.
L'unica struttura di questa tecnica sopravvissuta fino ai nostri giorni è un muro nella sezione centrale della chiesa di Greensted in Inghilterra: si tratta di una parete a tronchi verticali, in origine infissi nel terreno e in seguito su una base in mattoni. Ciò ha portato questa chiesa ad essere considerata per molto tempo la struttura in legno più antica d'Europa. Una datazione comune della chiesa era intorno all'anno 845 ma la moderna datazione dendrocronologica stima l'anno di costruzione della chiesa al periodo immediatamente successivo all'anno 1053 (+10/−55 anni).

### Stolpekirke

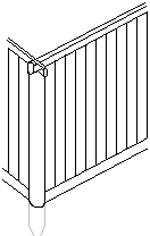
Opera a pilastri

Sollevando le assi del palo da terra e posizionandole su traverse fissate tra i montanti angolari o intermedi più potenti, il rischio di danni da marciume è stato ridotto. Materiali più sottili potevano quindi essere utilizzati nelle parti complementari della costruzione. Mucchi di terra e legname tondo grossolano potevano resistere per un tempo relativamente lungo prima di marcire. Potrebbero comunque essere stati carbonizzati all'estremità inferiore per evitare un decadimento prematuro.
Buchi di posa, spesso con resti dei vecchi pilastri, sono stati trovati sotto o vicino a diverse stavkirke e in luoghi in cui le leggende dicono dovevano esserci delle chiese. In Norvegia, sono stati identificati resti di circa 25 edifici con pilastri e tracce indirette di altri 7-8. Resti di chiese con pilastri (no. Stolpekirke) si trovano anche sotto chiese di pietra come Mære e Kinsarvik.
Molte delle prime chiese in Norvegia furono costruite utilizzando questa tecnica ma nessun edificio del genere è sopravvissuto. È una questione aperta se la vita limitata fosse il motivo per cui furono sostituite dalle vere stavkirke con traversine o se ci furono altre ragioni. Si pensa che alcuni dei materiali più antichi trovati in molte chiese a doghe provengano dalle precedenti stolpekirke, in particolare per la stavkirke di Urnes a Lustre, dove molte parti dell'edificio con decorazioni primitive/vichinghe si ritiene appartengano ad un tempio più antico. È stato ora dimostrato che le parti edilizie riutilizzate appartenevano originariamente al precursore dell'attuale chiesa, datata dendrocronologicamente al decennio 1070–1080. Tuttavia, questa non era una stolpekirke ma una vera e propria stavkirke in cui pali angolari e assi di muro poggiavano su traversine.
Håkon Christie presumeva che l'opera a pilastri lignei si decaduta perché i portanti marcivano dal basso. Jørgen H. Jensenius ritiene che il materiale archeologico non fornisca un supporto inequivocabile all'ipotesi di Christie; un cambiamento di dimensioni o il passaggio a una chiesa in pietra può anche spiegare perché il disuso dell'opera a pilastri. La stavkirke di Røldal potrebbe aver avuto alcuni pilastri nel terreno ancora nel 1913. Nella stavkirke di Lom, le fondamenta in pietra sono state poste approssimativamente sopra i buchi di posa riempiti all'uopo. A parte i diversi metodi di fondazione, Jensenius crede che le stolpekirke fossero essenzialmente simili alle stavkirke.

### Stavkirke

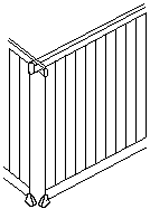
Opera a doghe

Degli edifici medievali in legno portante, solo le chiese realizzate con l'ultima metodologia di costruzione, la doga, sono rimaste in piedi ai nostri tempi. Sollevando l'intera struttura su fondazioni in pietra e posizionando i pali su traverse, la vita della struttura è stata notevolmente allungata. La parete di un edificio a doghe presenta quindi una struttura di base solidamente connessa, consistente in una trave orizzontale inferiore, in una superiore e in due pali angolari; le travi inferiori costituiscono nel loro insieme una solida base sulla quale poggia l'intero edificio, mentre quelle superiori fungono da sostegno per il tetto.
L'opera a doghe è stata sviluppata già nell'XI secolo ed è stata utilizzata per le prime stavkirke o "stavkirke arcaiche" i cui pali d'angolo e le cui tegole poggiavano su traverse che sono state riutilizzate come fondazioni per le stavkirke successive, attualmente esistenti.
La pietra come base per i pali è stata utilizzata già in epoca romana e le pareti aggiuntive nelle traversine potrebbero essere state utilizzate dal 400 al 600.

### Dimensioni

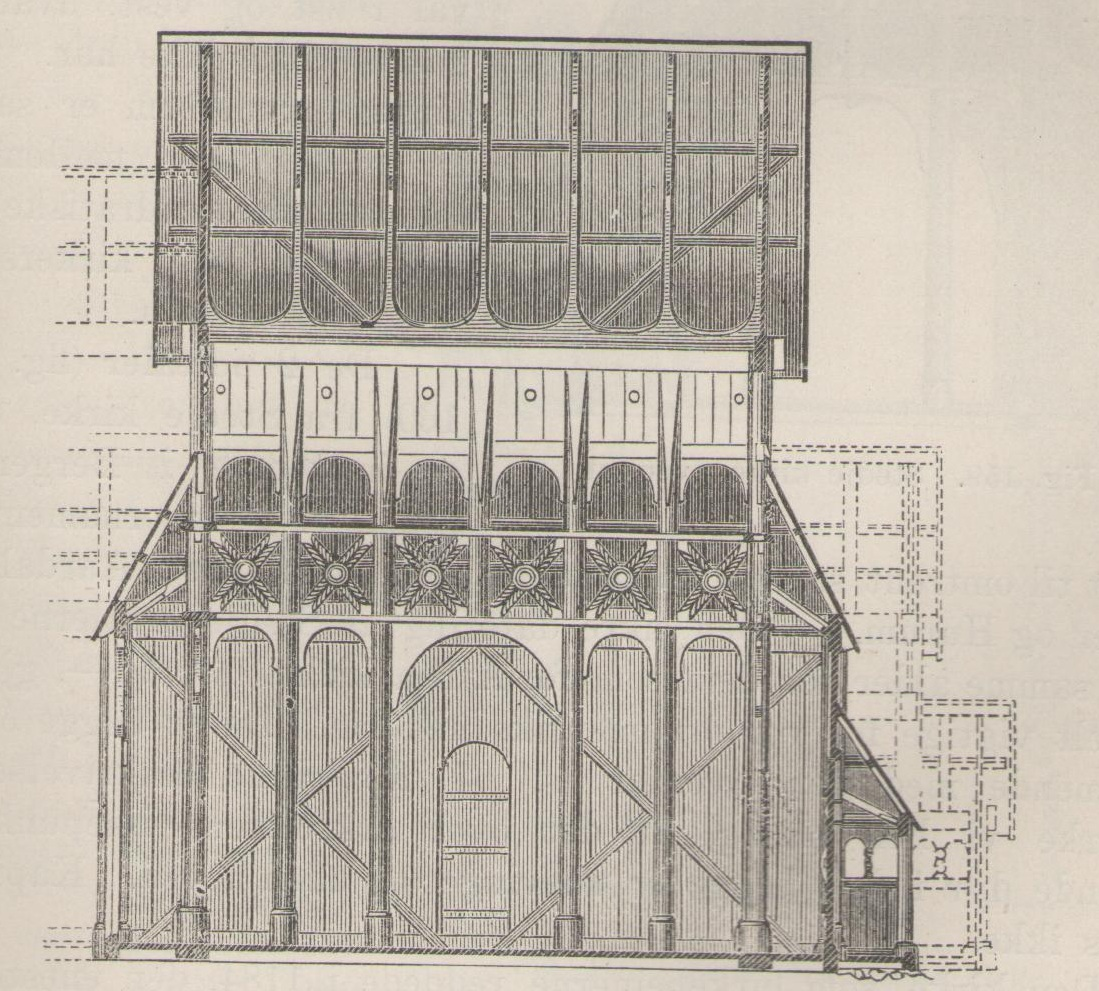
Prospetto laterale della Stavkirke di Stedje - ill. di Bull GA.

Lo studioso Lorentz Dietrichson credeva che le stavkirke fossero originariamente piccole strutture solo successivamente ampliate a grandi dimensioni in ragione di limiti costituiti dalla loro tecnica di costruzione. Sottolineava infatti che le chiese più giovani di "tipo Mør" fossero, non a caso, le più grandi. Calcolò la pianta e l'area di 79 chiese e le nove più grandi erano tutte a Sunnmøre con Hjørundfjord, Volda e Norddal di oltre 280 m2, cioè tre volte più grandi, ad esempio, di Urnes e Hopperstad. Secondo Dietrichson, le grandi dimensioni delle stavkirke di Sunnmøre erano in parte il risultato di espansioni successive. Ha stimato le braccia trasversali della Stavkirke di Volda a 7,3 × 6 metri. La Stavkirke di Hjørundfjord era una «chiesa a mezza croce» con un solo braccio trasversale di 7,9 × 9,1 metri. La prima stavkirke aveva bracci trasversali di 7,9 × 6,7 metri dopo l'ampliamento. Dietrichson non era sicuro se le braccia a croce nelle chiese di Møre fossero generalmente aggiunte moderne in assicelle o se si trattasse di una costruzione medievale a doghe. Concluse che molte erano originariamente elencate come Palisadekirke cruciformi, tra cui Hareid, Volda, Vatne e Ørsta. Per alcune altre chiese (Bremsnes e Kornstad su Nordmøre), fonti contemporanee affermano che le braccia a croce furono successivamente aggiunte.
Secondo Håkon Christie, queste chiese di "tipo Mør" avevano una struttura più semplice ed erano entrambe più grandi e più lunghe degli altri tipi.
Roar Hauglid stimò che la maggior parte delle stavkirke norvegesi medievali (80–90%) erano semplici edifici a navata unica ("Tipo A") e la maggior parte erano relativamente piccoli. Hauglid le chiamò «la normale chiesa a doghe norvegese.»

## Planimetria

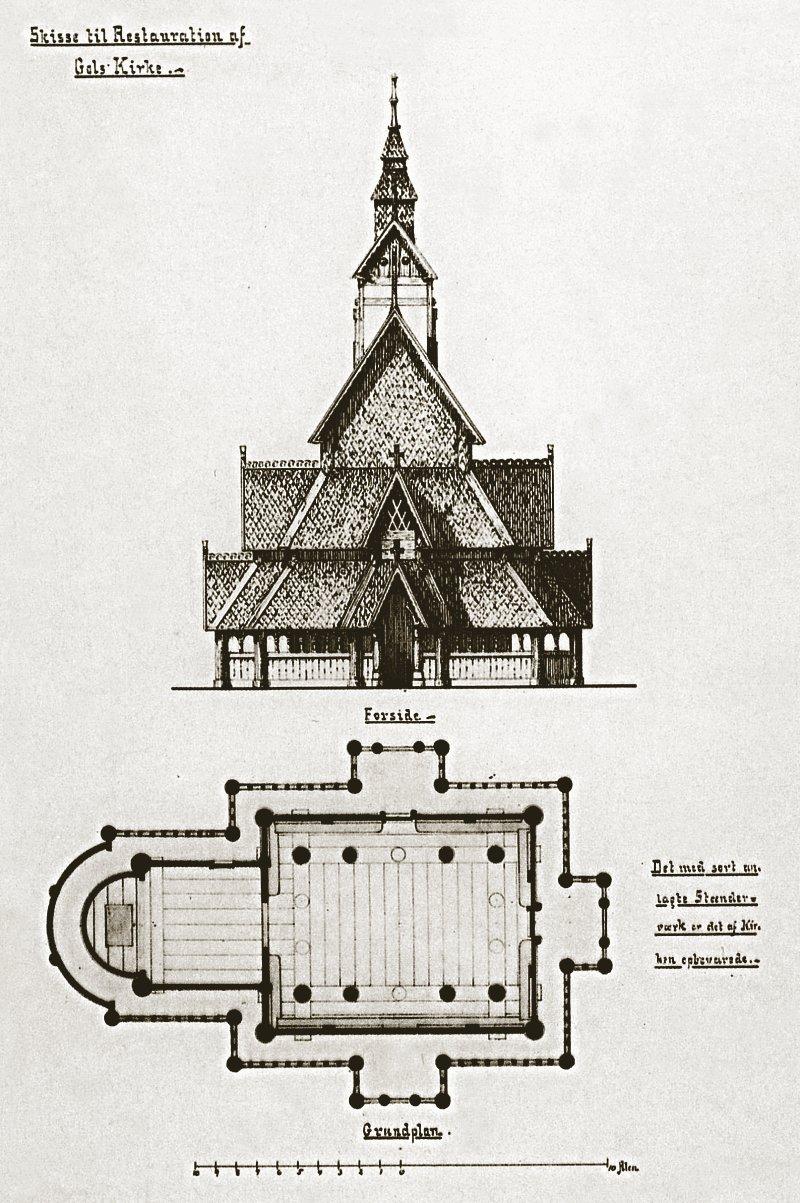
La Stavkirke di Gol - disegno di T. Prytz (1883) effettuato durante la ricostruzione dell'edificio.

Oggi si usa raggruppare le stavkirke in due categorie: la prima senza pali "liberi" (non direttamente collegati alle mura) a cui ci si riferisce spesso come "Tipo A", l'altra con un tetto sollevato e pali liberi all'interno, chiamata usualmente "Tipo B". Queste ultime sono a loro volta suddivise in due sottogruppi: quelle "Kaupanger" con una intera arcata riempita di colonne e con colonne intermedie lungo i lati, con dettagli che mimano i capitelli in pietra e che danno l'impressione di trovarsi in una basilica; e quelle "Borgund" con tiranti incrociati che collegano le travi superiori e inferiori tra di loro e con i pali, formando un'interconnessione molto rigida che ricorda il triforio delle basiliche in pietra e che rende possibile eliminare la parte bassa libera dei pali tanto che in alcune chiese presso Valdres solo i quattro pali angolari sono stati mantenuti.
Molte stavkirke avevano o hanno ancora gallerie esterne lungo l'intero perimetro, connesse alle mura di assi. Probabilmente servivano a proteggere la chiesa dal clima rigido e per le processioni.

### Tipo A, chiese a navata singola

Stavkirke Tipo A
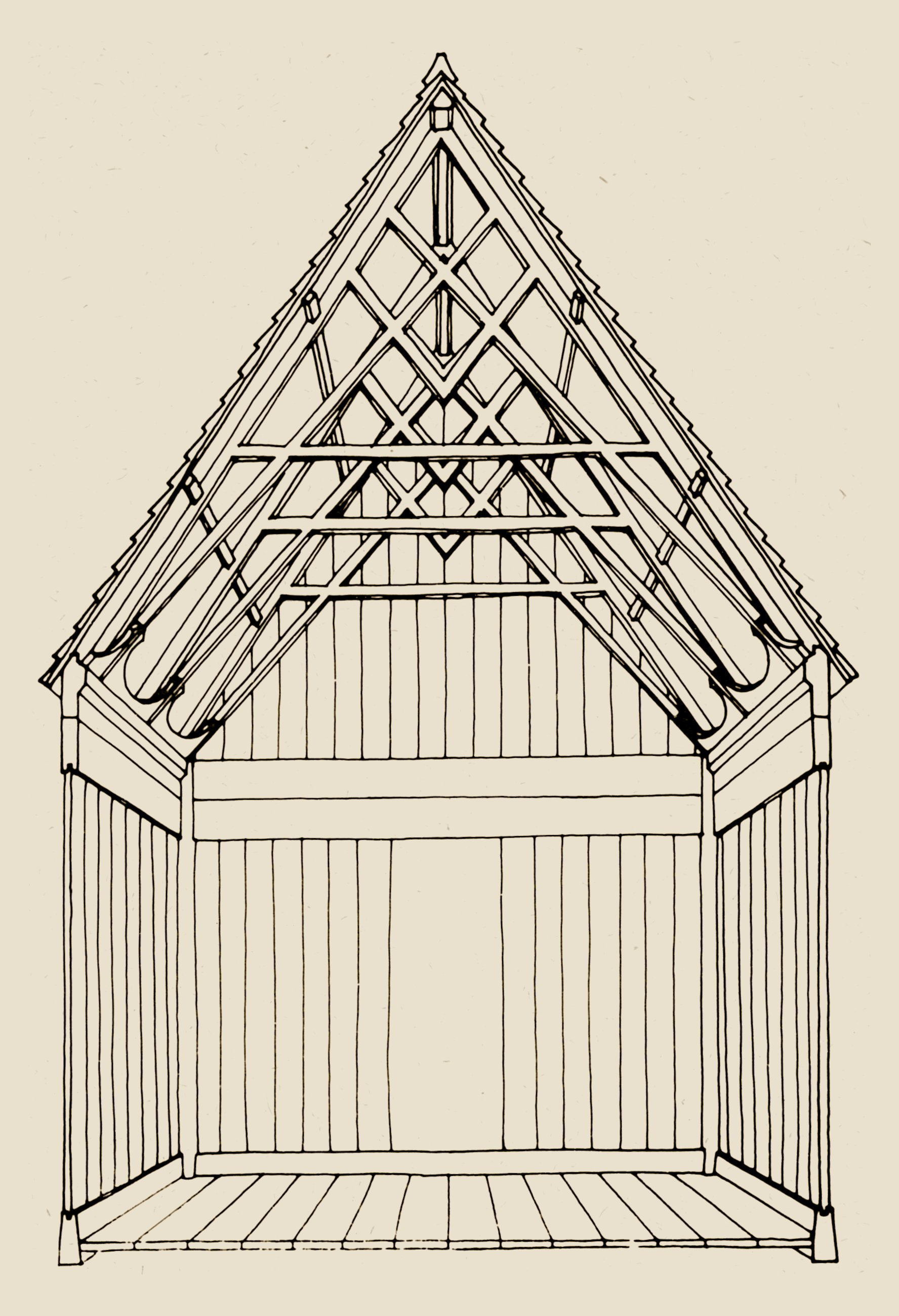
Stavkirke di Holtålen - disegno di Håkon Christie.
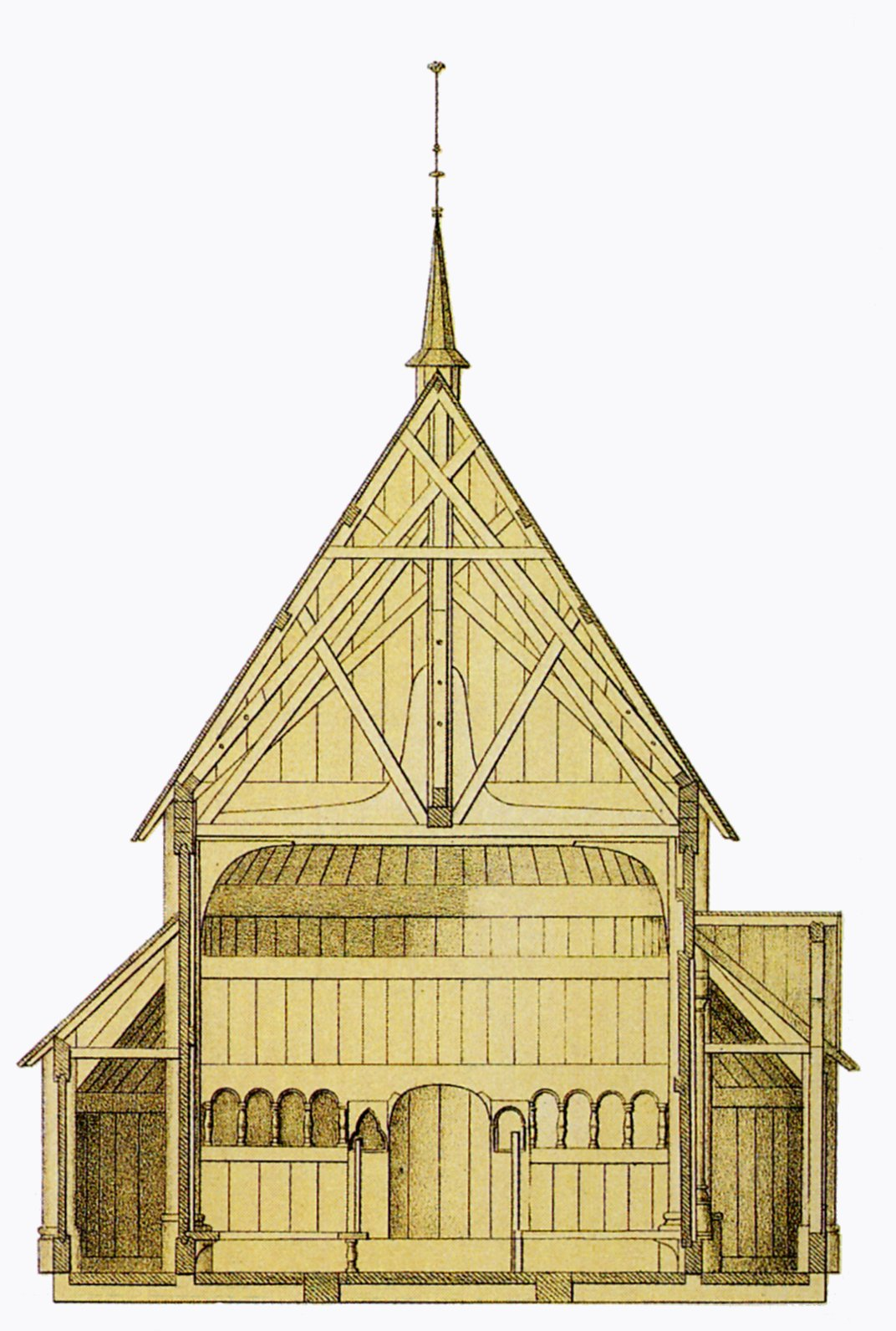
Stavkirke di Reinli - disegno di Georg Andreas Bull, ca. 1855.

Alla base del Tipo A vi sono quattro pesanti piattaforme su basse fondazioni di pietra. Queste sono connesse agli angoli, formando una struttura rigida. I pali angolari (no. stavene) sono tagliati nella parte inferiore e si inseriscono negli intagli angolari coprendoli, proteggendoli in questo modo dall'umidità.
Sopra la piattaforma vi è una scanalatura, nella quale le parti inferiori delle assi dei muri (no. veggtilene) s'inseriscono. L'ultima asse del muro, a forma di cuneo, viene piantata nella piattaforma. Quando il muro viene riempito dalle assi, la struttura viene completata da una lastra (no. stavlægje) con una scanalatura nel lato inferiore, tenendo assieme le parti superiori delle assi del muro. L'intera struttura consiste di intelaiature – una nella piattaforma appoggiata sulle fondazioni in pietra, e quelle dei muri fatte con piattaforme, pali angolari e lastre nel muro.
Le lastre nel muro sostengono le mensole del tetto, consistenti in un paio di travetti principali e un ulteriore paio di "travetti a forbice" che si incrociano. Come rinforzo laterale vengono inseriti tra i travetti altri supporti in legno (no. bueknær).
Ogni pezzo viene bloccato in posizione dagli altri, rendendo la costruzione molto rigida. Inoltre tutti i punti altrimenti suscettibili alle dure condizioni meteorologiche vengono coperti.
- La chiesa a navata singola ha una navata quadrata e un piccolo coro quadrato. Questo tipo di stavkirke era comune all'inizio del XII secolo.
- La chiesa lunga (no. langkirke) ha una pianta rettangolare con navata e coro della stessa larghezza. La navata occupa di solito i due terzi della lunghezza. Questo tipo era comune alla fine del XIII secolo.
- La chiesa con palo centrale (no. midtmastkirke) ha un singolo palo centrale che arriva sino in cima alla costruzione e si collega con la struttura del tetto. Ma questi è molto semplice, senza la parte centrale sollevata delle chiese di Tipo B. Questa variazione nel tipo comune della chiesa presso Numedal e Hallingdal viene datata attorno al 1200.

Le chiese a navata singola censite in Norvegia sono quelle di: Grip, Haltdalen, Undredal, Hedal, Reinli, Eidsborg, Rollag, Uvdal, Nore, Høyjord, Røldal e Garmo.
L'unica chiesa rimanente in Svezia, presso Hedared, è di questo tipo e mostra similitudini con quella norvegese di Haltdalen.

### Tipo B, chiese con tetto sollevato

Stavkirke Tipo B
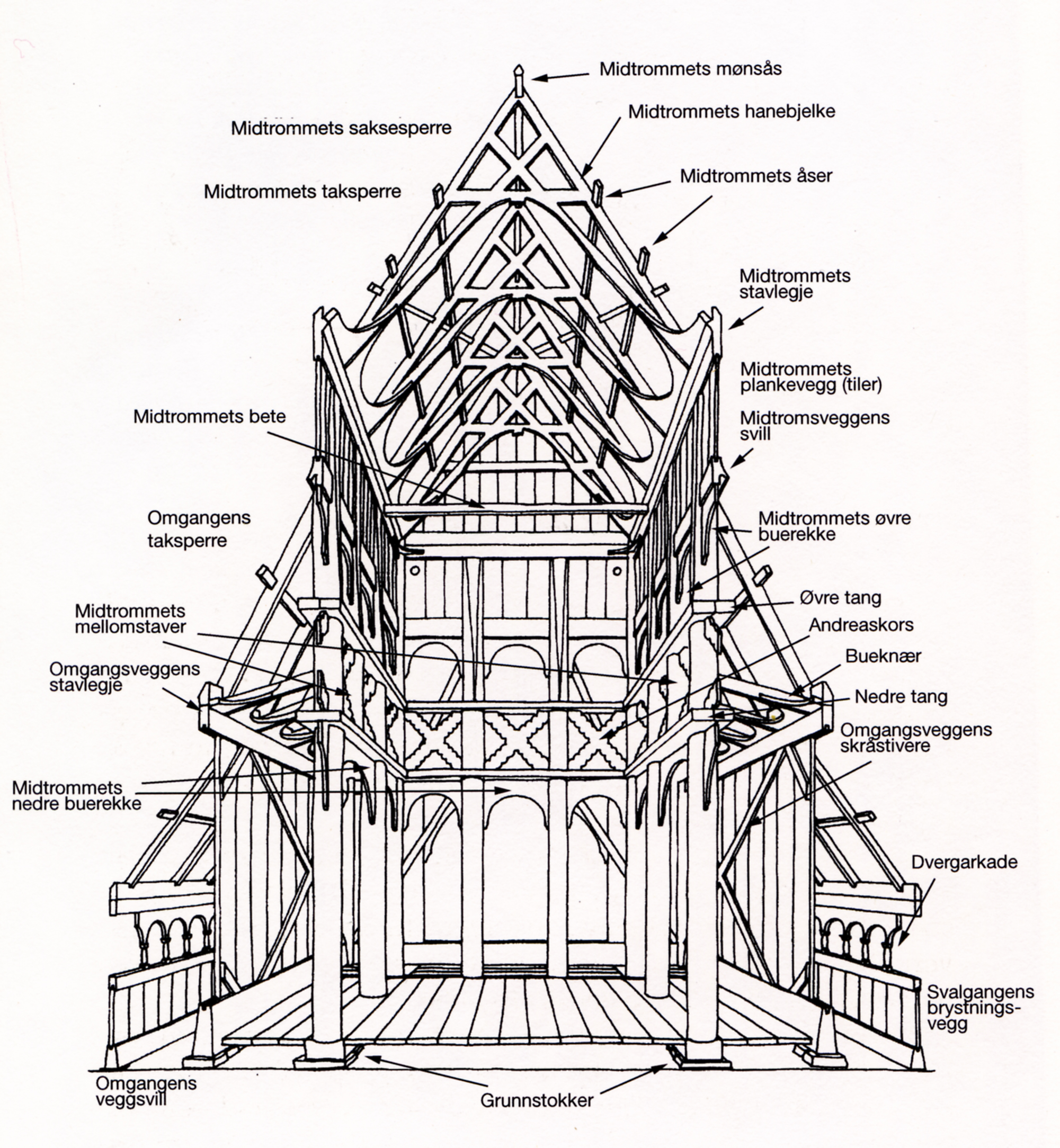
Stavkirke di Borgund - disegno di Håkon Christie.
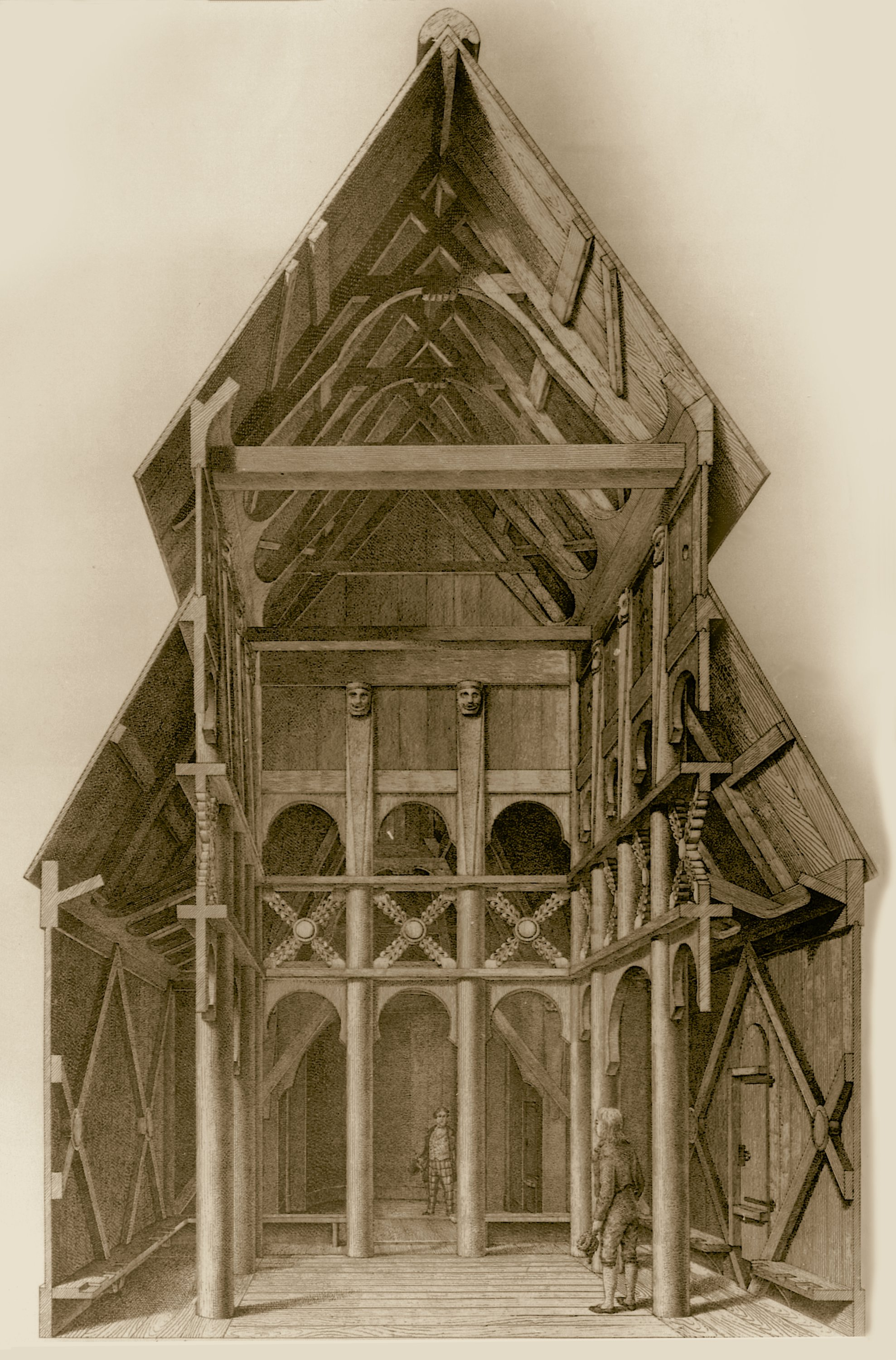
Stavkirke di Borgund - disegno di G.A. Bull.
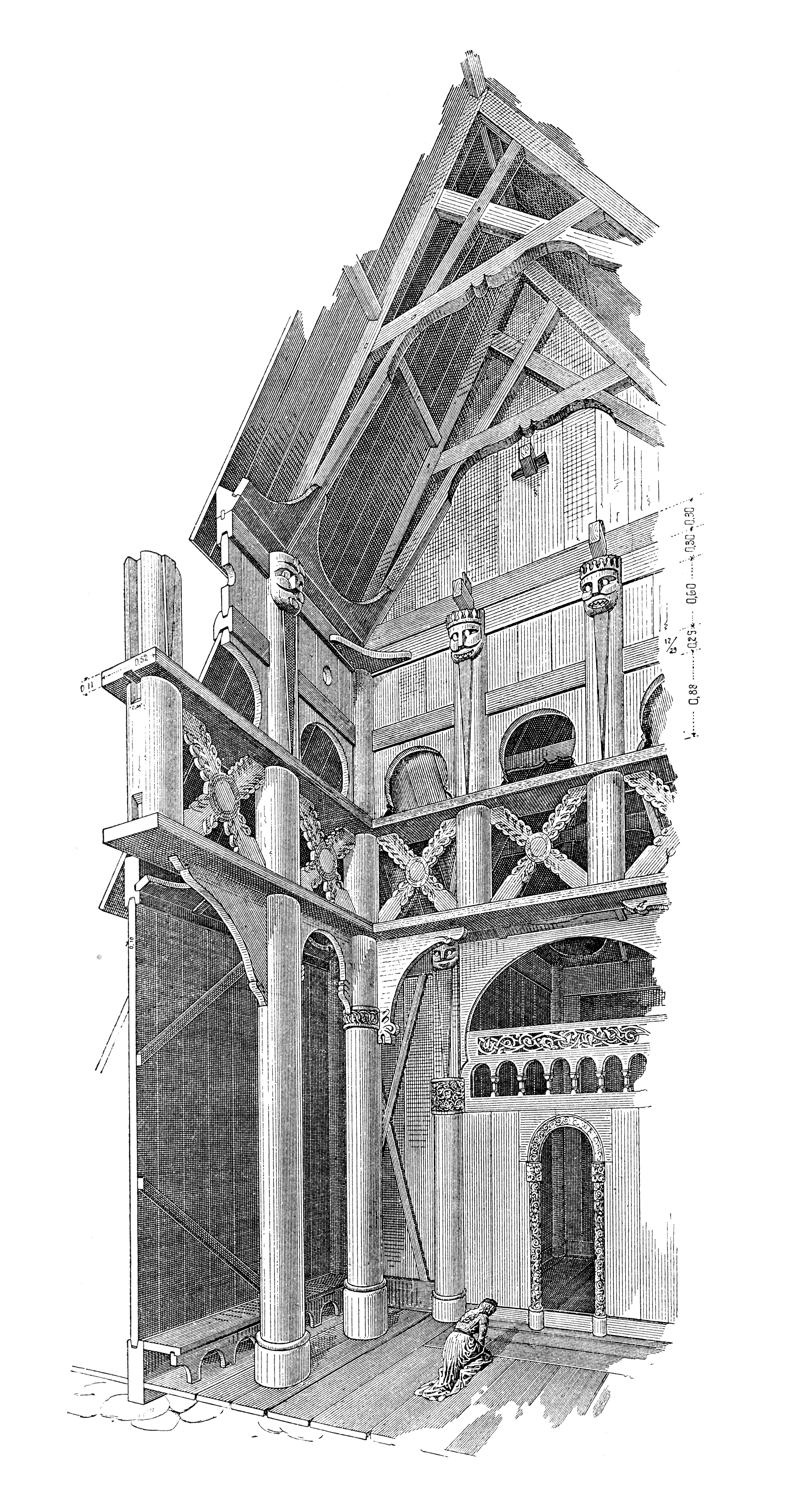
Stavkirke di Gol - disegno.

Sulle fondazioni in pietra vengono poggiate quattro grosse travi (no. grunnstokker), posizionate come il simbolo #, con le estremità che si protendono per 1-2 metri dai nodi dove s'intersecano. Le estremità delle travi sostengono la piattaforma delle mura esterne, formando un'intelaiatura orizzontale separata. Gli alti pali interni sono posizionati sulla struttura interna delle travi e sostengono il tetto principale sopra la navata centrale (no. skip). Sull'intelaiatura esterna di piattaforme si appoggiano le assi principali del muro (no. veggtiler), portando il tetto sopra le navate laterali (no. omgang) circondando lo spazio centrale. Il tetto si affusola quindi su due scalini, come in una basilica.
Gli alti pali interni (no. staver) sono interconnessi con supporti (no. bueknær) e anche connessi con le mura esterne tramite travicelli nelle navate laterali, creando una costruzione rigida. Vicino alla cima dei pali vengono inserite piattaforme più corte per sostenere il muro superiore (no. tilevegg). Sulla cima dei pali le lastre dei muri (no. stavlægjer) sostengono le mensole del tetto, similmente a quelle nelle chiese a navata singola.
Il Tipo B è diviso in due gruppi distinti:
- il gruppo di Kaupanger consiste delle chiese di: Kaupanger, Urnes, Hopperstad e Lom
- il gruppo di Borgund consiste delle chiese di: Borgund, Gol, Hegge, Høre (Hurum), Lomen, Ringebu e Øye.

Questo tipo di chiesa si può anche riconoscere rispetto ai fori che rimangono dalle chiese circondate da terra più recenti costruite negli stessi siti. Poco si sa di che aspetto avessero realmente queste chiese più antiche, o come venissero costruite, poiché vennero tutte distrutte o rimpiazzate secoli fa.

### Gallerie esterne
Esistono o esistevano gallerie esterne che circondavano le pareti esterne di molte stavkirke. Erano strutture facilmente rinnovabili che avevano lo scopo di proteggere le mura dallo stress climatico e servivano come spazio di deposito per le armi degli uomini durante la funzione religiosa. Proteggevano i tronchi inferiori dell'edificio dal marciume dall'umidità e, in caso di pioggia, era comune stare in piedi nel corridoio prima dell'inizio della messa. Prima di varcare la soglia della chiesa stessa, era consuetudine baciare la chiambrana della porta. Le gallerie esterne potevano anche fungere da deambulatori durante le processioni.
Le gallerie erano costruzioni a doghe, chiuse o con aperture a forma di arcate nane, generalmente fondate su traversine indipendenti dalla chiesa stessa. Era strutture decidue, molte delle quali mal manutenute e, quindi, alla fine scomparse. Le stavkirke di Borgund, Hopperstad, Heddal, Eidsborg, Fantoft (Fortun) e Gol hanno gallerie originali o ricostruiti. Nella chiesa di Urnes, la galleria è conservato solo davanti al fronte occidentale. In diverse altre stavkirke sono visibili tracce delle gallerie oggi scomparse sotto forma di fori di alloggiamento per le sbarre nelle doghe o piastrelle delle pareti esterne. I fori di alloggio delle gallerie demolite prima del 1722 erano ancora visibili nella stavkirke di Fantoft (Fortun) bruciata nel 1992. La stavkirke di Kaupanger presenta i vecchi fori di alloggio dei deambulatori esterni nella parte superiore delle doghe di tutte le pareti esterne.

## Architettura

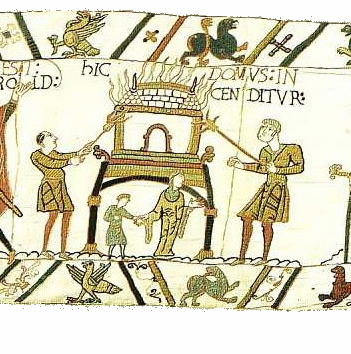
Arazzo di Bayeux (PARTICOLARE) - incendio di una casa in opera a pali rialzati.

In Europa, come in tutte le regioni ricche di boschi, il legno fu il primo materiale da costruzione a essere usato. Fino a tutto l'Alto Medioevo non si ebbe in Europa una distinzione geografica netta nella diffusione dei vari tipi di architettura in legno, né dal punto di vista dei sistemi di armatura interna, né nei confronti delle metodologie di costruzione della parete. Successivamente, il graticcio divenne tipico dell'Europa centrale e dell'Inghilterra, regioni nelle quali, rispetto alla Scandinavia, maggiore era stato il disboscamento e che non erano comunque particolarmente ricche di boschi di conifere, mentre nel Nord Europa restava diffuso l'edificio a travatura reticolare con pilastri interrati. In Inghilterra, il legno era diffuso come materiale da costruzione nel Medioevo anche dopo la conquista normanna nel 1066. L'arazzo di Bayeux mostra l'incendio di una casa con uno spazio centrale presumibilmente rialzato, una costruzione che è stata interpretata come correlata all'opera a doghe tipica della stavkirke. Il legno è stato il materiale da costruzione più importante nel Nord Europa fino al Medioevo e, intorno all'anno 1000, la muratura in pietra è stata utilizzata principalmente nelle chiese e nelle installazioni militari. L'uso della pietra nell'architettura religiosa si diffuse soprattutto a partire dal periodo carolingio ed è possibile che in precedenza l'architettura lignea avesse già sviluppato tipologie sue proprie in seguito trasmesse all'architettura in pietra, tanto che taluni arrivano a leggere nell'articolazione in campate dell'architettura medievale una derivazione dall'architettura lignea.
Nella Scandinavia, l'architettura in legno era in uso in epoca pre-cristiana e già prima dell'epoca vichinga l'opera a palizzata potrebbe essere stata completamente dominante per tutti i tipi di edifici della Norvegia occidentale e forsanche orientale. La tecnica del patching si diffuse verso ovest dall'Europa orientale e il patching era dominante negli edifici residenziali nella maggior parte della Norvegia alla fine dell'era vichinga o durante il Medioevo. Quasi tutti i 200 edifici in legno secolari conservati in Norvegia dal Medioevo sono fatti di legname. A Numedal, tra l'altro, sono stati conservati edifici a graticcio del XIII secolo. La costruzione successiva è durata più a lungo nella Norvegia occidentale, specialmente nei fienili costruiti con cancelli, rimesse per barche e altri annessi che non erano riscaldati. Una percentuale relativamente ampia degli edifici nelle città medievali norvegesi erano originariamente edifici a doghe di varie tipologie: es. gli edifici più antichi di Bryggen furono costruiti in opera a pali, mentre le doghe divennero dominante più tardi nel Medioevo. Quando furono erette le stavkirke norvegesi, la costruzione a doghe era già antiquata e l'uso della tecnica delle doghe nelle chiese, secondo Storsletten, si dovette al conservatorismo. La tradizione delle doghe si ruppe durante la Riforma Protestante e nel seguito le doghe furono utilizzate solo per l'ampliamento o la ricostruzione delle stavkirke esistenti. Il passaggio alla costruzione di nuove chiese protestanti con la tecnica dei tronchi potrebbe anzi essere stata una precisa scelta di distacco dalla tradizione cattolica.
Il Grindbygg, comune in fienili, rimesse per barche e altri annessi nella Norvegia occidentale e settentrionale fino al 1900, è costruito secondo lo stesso principio delle stavkirke, in particolare le chiese del tipo Møre. Negli annessi a cancello, invece, i paletti poggiano direttamente su pietre di fondazione, e non su traversine in una cornice di fondo come nelle chiese a doghe. Anche negli edifici a cancello, gli elementi verticali portanti sono solitamente chiamati "staver" e sono legati tra loro da linee di pali o strati di pali. Le capanne costruite con cancelli sono anche chiamate "capanne a palo" (no. stavløer). In Trøndelag viene usata la parola "stolpe" ma la parola "stavlin" indica che la parola originale era "stav". A Rogaland e Agder gli elementi verticali portanti sono in parte chiamati "steger". Negli edifici con cancello in cui i pali vengono spostati a distanza dal muro esterno, tra i pali e il muro esterno si forma un "skot", un "skytje" o un "sval". Roar Hauglid ha sottolineato le somiglianze tra le capanne a doghe o le capanne del cancello della Norvegia occidentale a tre navate, tra le altre cose sotto forma di navate laterali aggiunte con il proprio tetto di barriera, ma credeva che non ci fosse alcun collegamento tra queste capanne e le chiese a doghe. Secondo Hauglid, una differenza cruciale tra i fienili della Norvegia occidentale e le stavkirke a navata rialzata è che nei fienili la stanza centrale è a sé mentre nella stavkirke (v.si es. quella di Kaupanger) dipende dalle navate laterali per i rinforzi che quindi devono circondare l'intera parte centrale per fornire un rinforzo sufficiente contro la pressione del vento.
Alti edifici in doghe con pareti in assi richiedevano poi grandi quantità di legname lungo e dritto e, secondo Hauglid, ciò limitò la distribuzione nelle aree con scarsità di foreste, specialmente nel continente, che nel Medioevo fu disboscato. Le case a graticcio in cui gli spazi tra i pali erano riempiti con mattoni o gabbie di vimini e argilla, erano alternative ai muri di assi nelle aree forestali povere. Sleppverk o lavegger (svedese: turn house, danese: bulhuse) sono costruzioni di pali che erano più diffuse nei paesi vicini con un accesso più scarso ai materiali da costruzione dritti in grandi lunghezze.

### Traversine
La tecnica della traversina (no. Svilleteknikken), tipica delle stavkirke, è stata utilizzata dapprima incassata tra i pilastri scavati, come dimostrato dallo scavo del castello di Husterknepp a Grevenbroich (Germania), poi come cornice continua sotto i pilastri attorno a interi edifici. Le traversine erano usate in questo modo nel Medioevo nel Nord Europa. Tra le altre cose, durante gli scavi a Hedeby, Ribe e Schleswig sono state trovate traversine per pareti di assi o di vimini. Nel XII secolo, accanto alle case con pareti a palizzata scavate nella terra, erano in uso traversine con intagli per assi verticali. Quando le traversine furono posate su fondamenta fuori terra, furono gettate le basi strutturali per l'opera a doghe, secondo Hauglid. Con una struttura a traverse, l'edificio ha anche pareti solide e durevoli di assi in piedi. I sistemi di swell provati nel continente (incluso il c.d. "Burg Meer") sono identici al sistema delle più antiche chiese a doghe. Hauglid concluse che la tecnica di costruzione delle doghe doveva provenire da sud e da ovest e che i castelli di legno di Stellerburg, a Weddingstedt, e Husterknupp costruiti nel presunto stile scandinavo erano probabilmente basati sulla tecnica di costruzione locale e non sull'influenza scandinava.

### Chiese di legno nelle Isole britanniche
I primi edifici delle chiese irlandesi dal V secolo in poi erano costruiti in parte in pietra e in parte in legno e alcune fonti suggeriscono che il legno tagliato fosse il metodo di costruzione abituale. Ad esempio, durante un attacco vichingo nell'Ulster, 250 persone furono bruciate all'interno di una chiesa di legno e durante un uragano nell'891, diverse chiese furono spazzate via. San Patrizio una volta costruì una chiesa «per lo più di terra» perché il legno non era facilmente disponibile. Ancora nel 1149, la chiesa dell'abbazia di Bangor fu ricostruita in legno con pareti di assi scolpite e strettamente unite.
In Inghilterra e in Scozia, le prime chiese furono costruite sia in pietra che in legno, in parte sotto l'influenza romana (italiana) e in parte sotto l'influenza irlandese. Anche la chiesa nell'episcopato di Lindisfarne fu inizialmente costruita in «opus Scottorum de robore secto», ove "Scottorum" sta per "Scoti/Irlandesi" (Gaelici), con legno di quercia tagliato e pareti di assi. Alcune chiese inglesi avevano travi in vimine con argilla nelle pareti, altre avevano assi come rivestimento. La chiesa conservata a Greensted è l'unica prova solida che nelle isole britanniche sono state costruite chiese con pilastri e assi verticali. All'interno del campanile della chiesa di Barton-on-Humber (Lincolnshire), sono stati trovati resti di traversine di una possibile ex chiesa di legno. Diversi campanili in legno di chiese in pietra nell'Essex, tra gli altri luoghi, hanno una costruzione che ricorda le stavkirke norvegesi. Hauglid presumeva che l'usanza dei campanili arrivasse dall'Inghilterra alla Norvegia insieme alle campane delle chiese troppo pesanti per le stavkirke. Claus Ahrens crede che chiese in legno con stanze centrali rialzate e terrapieni esistessero in Inghilterra negli anni 1000. Anker crede anche che le chiese in legno norvegesi possano aver avuto modelli di ruolo inglesi, ma le basi che sono caratteristiche dei norvegesi non sono rintracciate in Inghilterra.

### Chiese di legno nel Nord Europa continentale
Fonti scritte ed evidenze archeologiche concordano che le prime chiese nel Settentrione dell'Europa continentale fossero costruite in legno intorno all'anno 500: es. la prima chiesa sul sito oggi occupato dalla cattedrale di Strasburgo fu costruita con assi verticali nell'anno 504, per volontà di Arbogaste di Strasburgo (forse non a caso un monaco irlandese), e sostituita da un edificio in pietra solo 400 anni dopo. Probabilmente, molte delle chiese in legno del continente furono costruite con palizzate o pilastri. Negli anni 800-1000 alcune chiese in legno furono sostituite da chiese in pietra e dopo l'anno 1000 la maggior parte delle chiese furono costruite in muratura. Le fonti forniscono poche informazioni sulla forma della pianta e sulla costruzione delle chiese lignee ma potrebbero riguardare sia muri di assi grezzi o ben sbozzati che muri di vimini. Gli scavi mostrano che molte chiese in pietra esistenti in Germania, Paesi Bassi e Belgio dal Medioevo hanno avuto una struttura precedente, il più delle volte con pilastri scavati nella terra. I pali sono stati in parte grezzi e fissati fino a 2 metri di profondità nel terreno e in alcuni casi con una doppia fila di pali all'interno della navata per sostenere il tetto. Resti di chiese in legno con traversine posate direttamente a terra, su pietre o su pali conficcati nel terreno sono stati ritrovati in diversi luoghi della Germania. Per il resto è incerto se vi siano state chiese in legno realizzate con altre tecniche costruttive nel periodo compreso tra le chiese con pilastri in terracotta e le chiese romaniche in pietra.

### Le prime chiese in legno in Scandinavia
Le prime chiese in Scandinavia furono costruite in legno. Nelle città e nel sud della Svezia e della Danimarca, le chiese in legno furono sostituite da chiese in pietra tra la fine dell'XI e il XIII secolo. In Norvegia, la maggior parte delle chiese medievali erano costruite in legno contrariamente alla tradizione e al desiderio della chiesa, probabilmente perché gli edifici in legno richiedevano molte meno risorse e perché il paese difettava di muratori. L'ultima chiesa in legno danese fu costruita a Vejle nel 1310. In Svezia, disboscamento è stato utilizzato in precedenza negli edifici delle chiese, come nella Vecchia chiesa di Södra Råda del XIV secolo. Come altre chiese svedesi a graticcio del Medioevo, assomiglia a una chiesa di pietra. La chiesa in legno di Skatval a Trøndelag è stata descritta da Gerhard Schønning e probabilmente è stata costruita secondo il modello svedese qualche tempo dopo il 1250. Per tutto il Medioevo, l'opera a tronchi divenne dominante per la maggior parte degli scopi. L'opera a doghe era tecnicamente più impegnativa e Håkon Christie si chiede quindi perché fosse ancora preferita per le chiese, concludendo trattarsi d'una scelta motivata di continuità con la tradizione del periodo missionario.
Nell'edilizia secolare, la casa a graticcio si diffuse nelle città norvegesi e svedesi intorno all'anno 1000 e solo gli annessi restarono realizzati in doghe. Secondo Hauglid, la costruzione a doghe è stata quindi ulteriormente sviluppata principalmente all'interno dell'edificio della chiesa. È dubbio che ci sia stato uno stadio di sviluppo tra le prime chiese con pilastri scavati e le chiese a doghe completamente sviluppate, come è noto a Urnes all'inizio del XII secolo. Hauglid credeva che le stavkirke norvegesi fossero il pezzo forte di un'antica arte edilizia europea in legno. Gunnar Bugge credeva che reperti correlati da altri i luoghi in Europa erano più vicini sembra come «studi preliminari per la chiesa in legno norvegese», che è arrivato abbastanza tardi da essere stata una «cristallizzazione». Secondo Anker, molti ricercatori non considerano più le chiese in legno come un fenomeno norvegese o scandinavo caratteristico e di relativamente breve durata, ma come risultato di uno sviluppo più lungo su una parte più ampia dell'Europa.
Alla fine del X secolo, Aroldo I di Danimarca fece costruire la prima Cattedrale di Roskilde. A Lund furono costruite anche le prime chiese in legno. Sulla base di tracce archeologiche, Hauglid prevede che la prima chiesa episcopale di Lund, «St. Drotten», era come una basilica con uno spazio centrale rialzato sostenuto da grandi pilastri scavati nella terra. La chiesa di legno di Odense pare abbia resistito alla Riforma. Sono state trovate tracce archeologiche di chiese con pilastri scavati sotto chiese di pietra esistenti in Danimarca. Tra le altre cose, la chiesa di Brørup aveva pilastri scavati e probabilmente assi in piedi su una traversina tra i pilastri.
Nella chiesa di Hørning nello Jutland è stato trovato un pezzo di tavola con decorazioni in stile Urnes. Il pezzo di tavola ha una scanalatura sul lato inferiore probabilmente per doghe e si ritiene facesse parte di una doga posata sul lungo muro della chiesa. Gli scavi sotto la chiesa di pietra di Hørning hanno rivelato i resti di un'ex chiesa di legno con pilastri scavati direttamente sopra un tumulo funerario intorno all'anno 1000. Non è chiaro se possa esserci stata una chiesa a doghe completamente sviluppata ad Hørning.

## Impianto decorativo

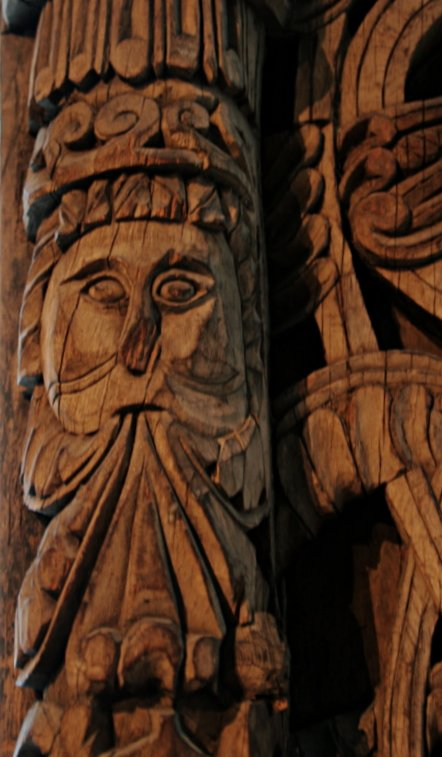
Dettaglio del portale della stavkirke di Tønjum

Anche se le chiese in legno avevano differenze strutturali, danno un'impressione generale riconoscibile. Differenze formali possono nascondere caratteristiche comuni della loro progettazione; mentre costruzioni apparentemente simili potrebbero risultare aventi elementi strutturali organizzati in maniera completamente diversa. Nonostante questo, alcuni principi di base devono essere stati comuni a tutti i tipi di costruzione.
Le figure geometriche di base, numeri con cui era facile lavorare, una o soltanto poche unità di lunghezza, semplici rapporti tra esse e forse soltanto proporzioni erano tra gli aiuti teorici che tutti i costruttori hanno ereditato. Lo specialista era l'uomo che conosceva un tipo particolare di costruzione così bene che avrebbe potuto sistemare i suoi elementi in maniera completamente diversa rispetto al caso di costruzioni conosciute fino a quel momento, portando quindi a sviluppi superiori.
(Brit Andresen)
Ciò che si conserva del decoro delle stavkirke è databile al periodo dal 1070 all'inizio del XIV secolo. Si trova principalmente sui timpani, sulla sommità dei pali, e sui portali. Le chiese sono state costruite e ricostruite per centinaia di anni e mostrano mutevoli impulsi di stile, costruendo mode e mutevoli esigenze.

### Sostrato artistico
Una domanda ricorrente è se la decorazione delle stavkirke sia un fenomeno esclusivamente norvegese o se sia di portata internazionale. In Danimarca, Svezia e Islanda sono stati conservati numerosi resti di edifici con decorazioni simili a quelle presenti nelle stavkirke, contribuendo così a fare al fenomeno una portata pan-scandinava.
Apparentemente, lo studio delle pietre runiche conservate in Danimarca e Svezia, specialmente della loro evoluzione stilistica, potrebbe chiarire quantomeno l'origine del decoro delle stavkirke. Una pietra runica di Resmo nel Öland ha chiare somiglianze stilistiche con il portale della chiesa di Urnes. È anche comune riferirsi alle pietre runiche di Jelling come possibile fonte d'influenza o come risultato di una forma più diffusa di decorazione dell'epoca. Questa pietra fu eretta da Aroldo I di Danimarca negli anni 960–970 e ha un'iconografia cristiana. Un lato mostra un leone e un serpente, l'altro una scena della crocifissione.
È opinione comune che le pietre runiche siano state importanti per lo sviluppo dello stile Urnes. Un'altra fonte di influenza potrebbe essere l'ornamentazione celtica, come è noto dal Evangeliario di Lindisfarne, scritto e miniato dai monaci nel VI secolo.

### Portali

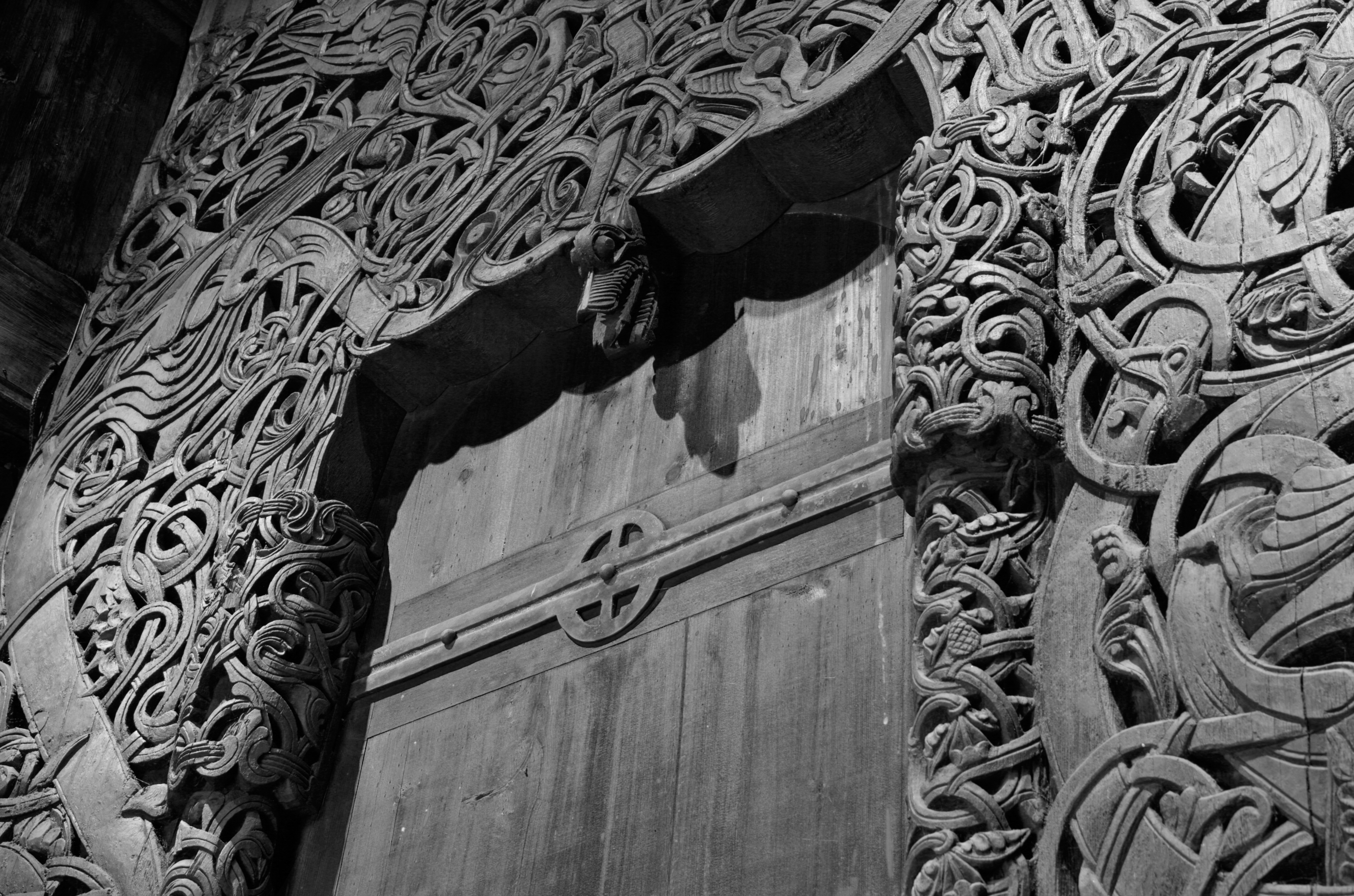
Portale principale della Stavkirke di Hedal.

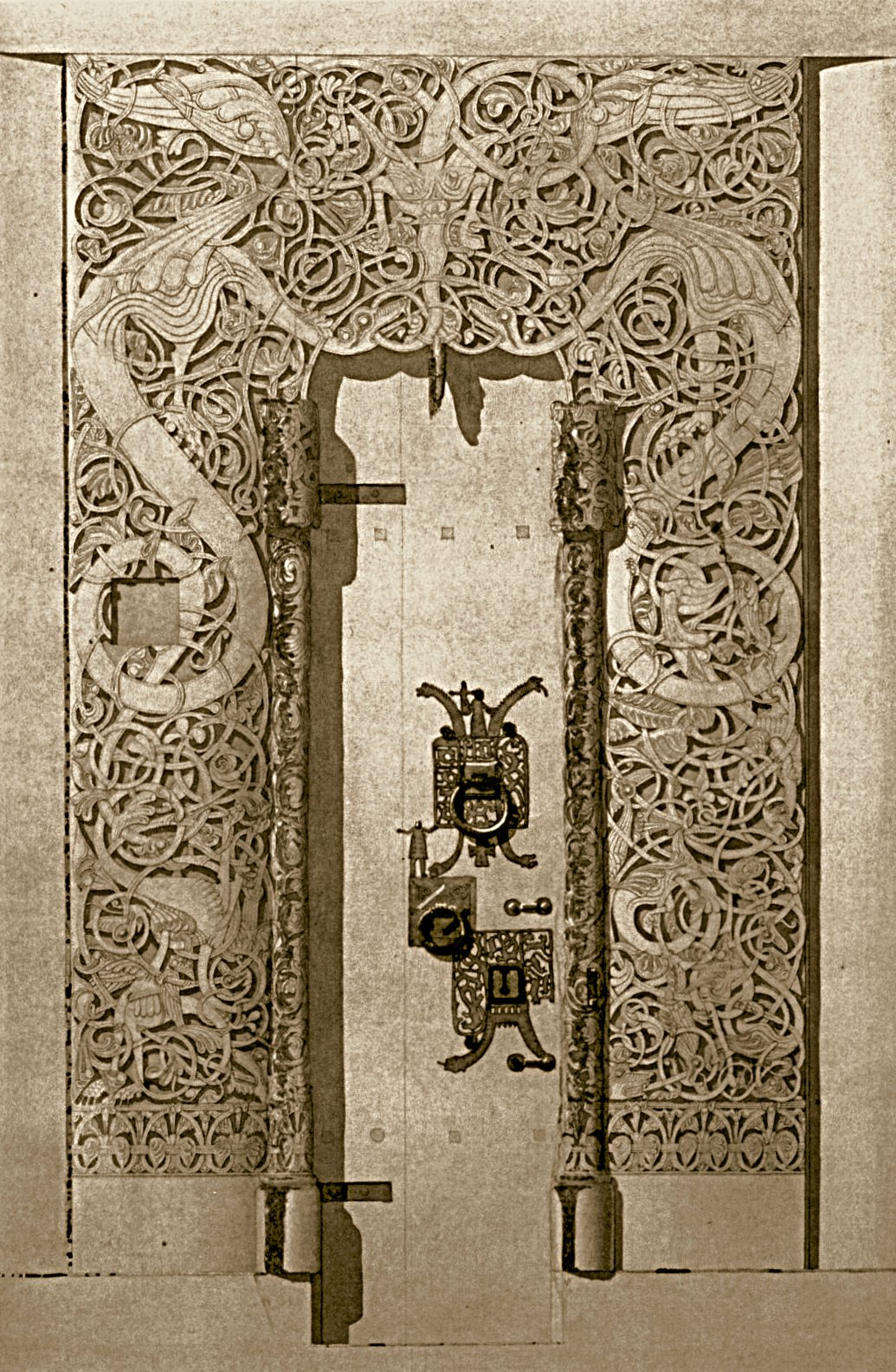
Portale principale della Stavkirke di Hedal - disegno di Bull GA (1853).

Si sono conservati portali o parti di essi di circa 140 stavkirke. Ne esistono all'incirca tre tipologie: (i) a profilo semplice; (ii) a colonna; e (iii) ad architrave.
- Il portale a profilo semplice è un portale incorniciato da profili semplici o lesene. Questi portali sono utilizzati principalmente su porte a corda. Sono state conservate circa 20 di queste porte.
- Il portale della colonna è derivato dall'architettura in pietra. Ha colonne piene o mezze che portano un archivolto ricurvo. Le colonne hanno basi e capitoli. Sono riccamente decorati e venivano usati sia sulle porte d'ingresso che sulle sezioni interne. Sono noti circa 40 di questi portali.
- Il portale a trave (o magnifico) è costituito da due assi di portale e da un sommitale con decorazione continua. La parte superiore ha da due a cinque assi orizzontali che sono piegati l'uno nell'altro con linguetta e scanalatura. Questo è sostenuto dalle assi del muro in piedi che fiancheggiano la porta. Si sono conservati 75 portali più o meno completi di questo tipo. In alcuni portali a trave è inglobato anche il motivo delle colonne insieme alle decorazioni superficiali, con o senza archivolto.

La maggior parte del materiale conservato proviene da Sogn-Hardanger e dai villaggi di montagna della Norvegia orientale. La parte principale dei portali è romanica e priva di caratteristiche gotiche.
È possibile che i portali fossero dipinti ma è stato difficile determinarlo con certezza. La vernice sui pochi che oggi sappiamo essere stati dipinti sembra essere più recente rispetto alla costruzione originaria.
I portali sono solitamente divisi tra esemplari in stile Urnes ed esemplari in stile romanico.
Portali Urnes
Lo "stile Urnes" fu codificato da Haakon Shetelig nel 1909 durante i suoi studi sull'impianto decorativo del portale nord della stavkirke di Urnes che in origine era il portale ovest della chiesa, la più antica oggi esistente in Norvegia. La sua caratteristica è l'uso di composizioni ad anello e il carattere generale non assiale e asimmetrico. Altre caratteristiche sono un gioco tra una linea del motivo ampia e una stretta, anelli larghi e spesso circolari, motivi lunghi e stretti, allineamento uniforme e gradualmente più stretto e contorni arcuati senza interruzioni di linea.
Il portale riutilizzato nella stavkirke di Urnes è l'unico abbastanza completo in questo stile pervenutoci. Diversi pannelli decorati dell'antica chiesa di Urnes sono incorporate nella stavkirke attuale: due assi murari, una doga angolare e due pannelli a timpano. In caso contrario, la decorazione in stile urna è stata trovata su un'asse della chiesa a doghe di Rinde, su frammenti di uno o due pali angolari di un precursore della stavkirke di Hopperstad, su frammenti di un portale nella stavkirke di Torpo e su assi del portale superstite della stavkirke di Bjølstad.
Portali romanici
I portali romanici sono databili alla metà del XII secolo. I tipi di motivi sono: vegetali (spec. vite), draghi, leoni e maschere grottesche; trattasi di motivi comuni al resto della produzione romanica europea. Ciò che distingue questo gruppo da quello Urnes è la struttura simmetrica del decoro.
I portali romanici sono convenzionalmente divisi in tre gruppi:
1. Gruppo Sogn-Valdres-Telemark, con una vite su ciascun lato del portale e due draghi simmetrici opposti con un drago centrale di collegamento;
2. Gruppo Trondheim, che ha preso spunto dall'ambiente edilizio gravitante intorno alla Cattedrale di Trondheim;
3. Gruppo dei medaglioni con figure inscritte entro dei medaglioni.[92]

Portali tardi o post-romanici
Alcuni portali sono considerati più tardivi perché hanno dettagli che richiamato l'arte gotica, seppur talune elementi similari ricorrano anche nel gruppo romanico Sogn-Valdres-Telemark. Per tutto il XIII secolo, può sembrare che la composizione si allenti e si ottengano soluzioni individuali e dettagli insoliti e soluzioni di rango.

### Iconografia
La maggior parte dei portali mostra draghi, leoni e tralci di vite che non si riferiscono a specifiche storie bibliche o ad altre storie cristiane. Una delle eccezioni sono i motivi cristiani trovati sul portale ovest, oggi conservato nel Historisk museum di Oslo, della distrutta Stavkirke di Hemsedal, che mostra il martirio di sant'Olav e lo status di santo simile a Cristo.
Problematico è lo stile dei portali. Per quanto riguarda i portali in stile Urnes, l'idea che dovrebbero avere un contenuto pagano è respinta. Il grande animale è stato interpretato come un leone ed il grande felidae può rappresentare Cristo che combatte e vince il male.
Le caratteristiche comuni della maggior parte dei portali sono che sono monumentali e che hanno draghi combattenti, interpretabili come simboli magici apotropaici. Bugge ritiene che possa essere un'iconografia pagana riletta in chiave cristiana. Nei portali romanici del Gruppo Sogn-Valdres-Telemark, il leone è sostituito da una vite che rappresenta anche il cristianesimo. In riferimento a  Giov. 15.5, su laparola.net. «Io sono la vite, voi i tralci.» Hohler si oppone a questa interpretazione e ritiene che i portali non possano avere un contenuto religioso, essendo manifestazione dell'intenzione del committente o del costruttore. Ci sono molti portali in Europa che sono puri ornamenti. Si riferisce a Bernardo di Clairvaux che si oppose all'uso degli animali nel contesto cristiano. Nella sua Apologia ad Guillelmum Abbatem (XII, 29) Bernardo indica infatti una serie di soggetti precisi (centauri mostruosi, semiuomini, scimmie immonde, leoni feroci e tigri maculate, soldati che combattono e cacciatori che soffiano nei corni) attraverso i quali, al di là dei loro singoli significati, si possono individuare quelle che a suo giudizio sono le tre categorie iconografiche da bandire: le forme ibride e mostruose, gli animali e le attività umane. Hohler ritiene quindi che i motivi animali nell'arte romanica abbiano scarso significato religioso e che i portali possano essere puri simboli del sovrano.

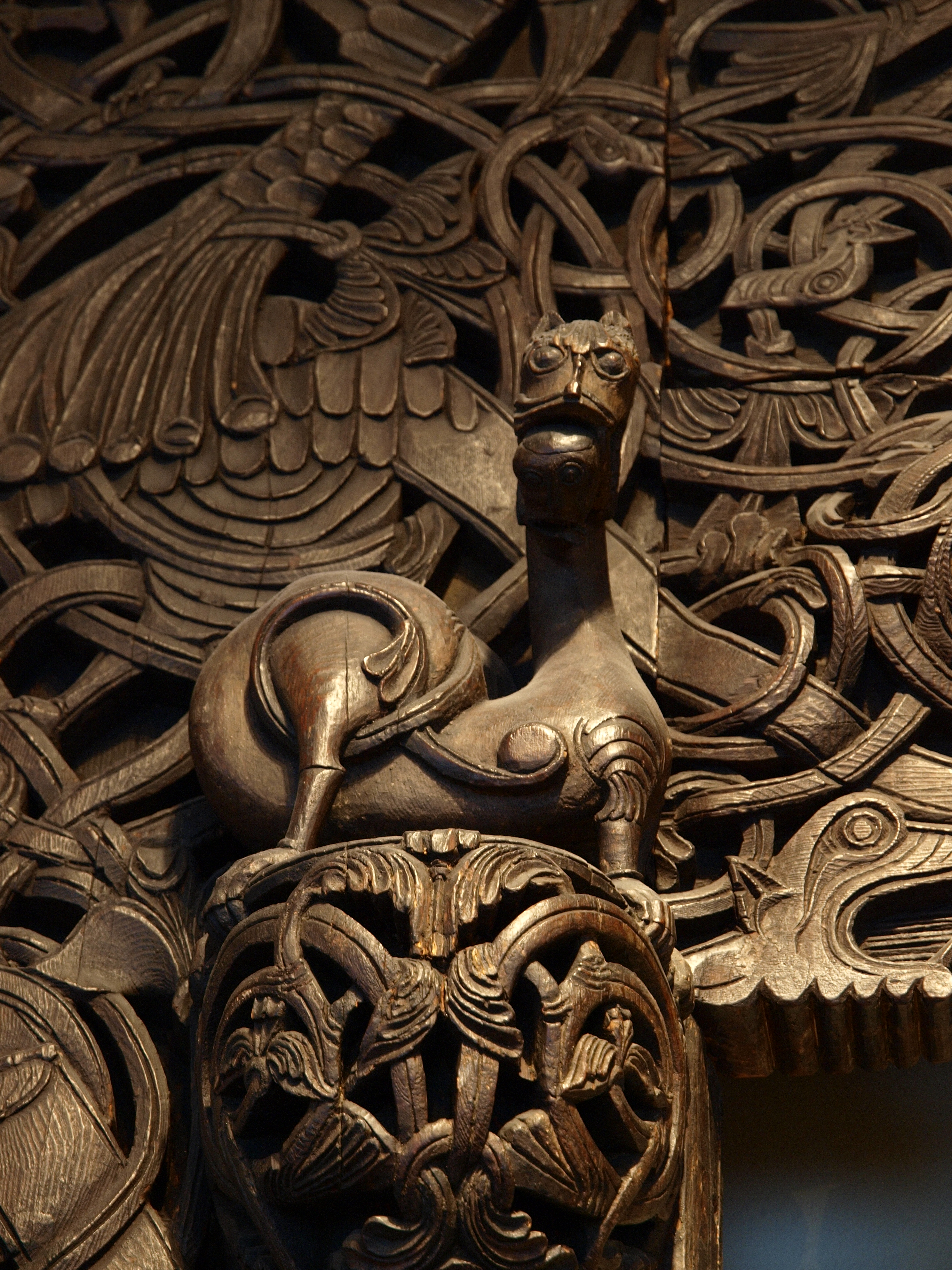
Leone, Historisk museum di Oslo.
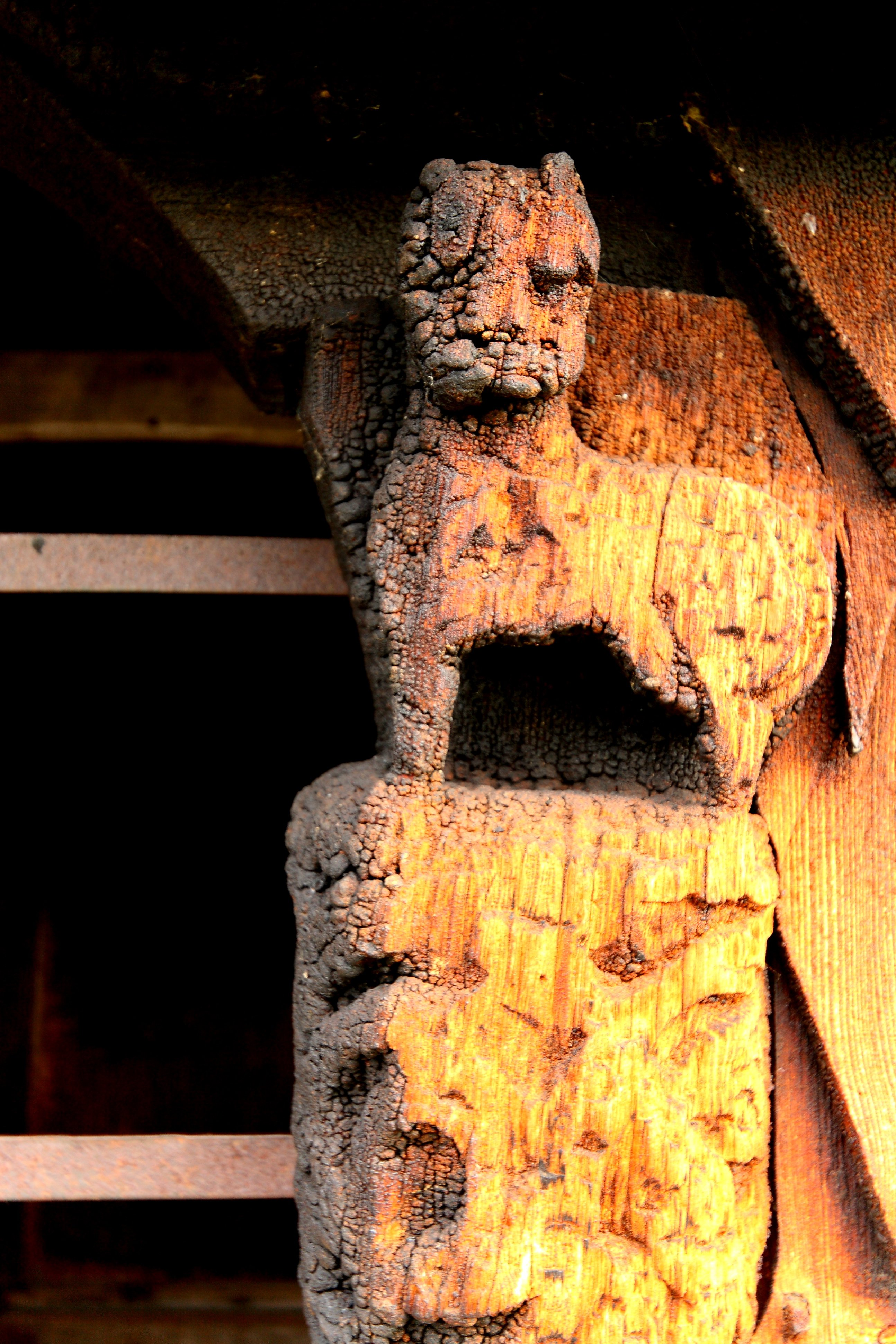
Leone dalla Stavkirke di Eidsborg.
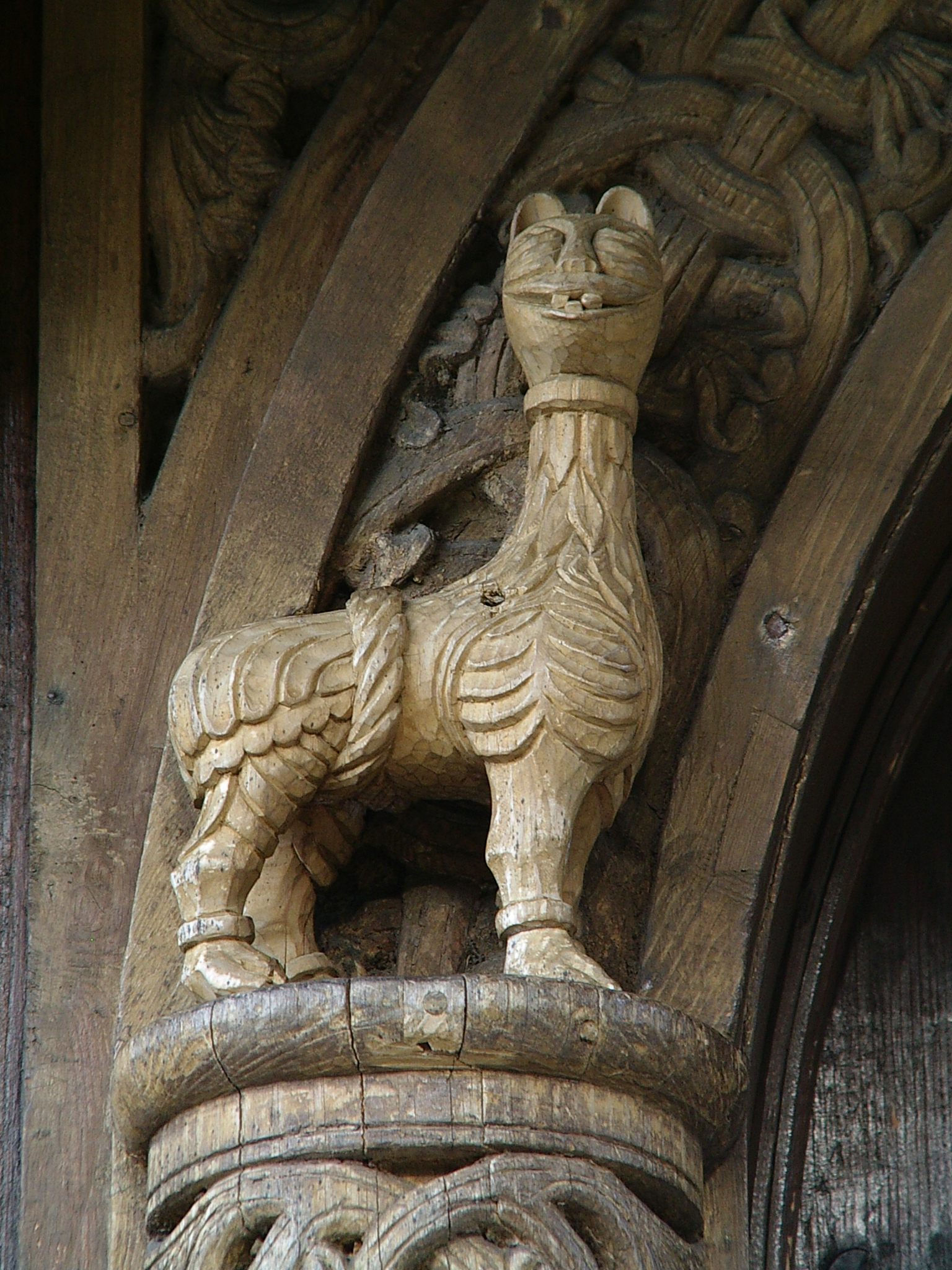
Leone dalla Stavkirke di Vang.
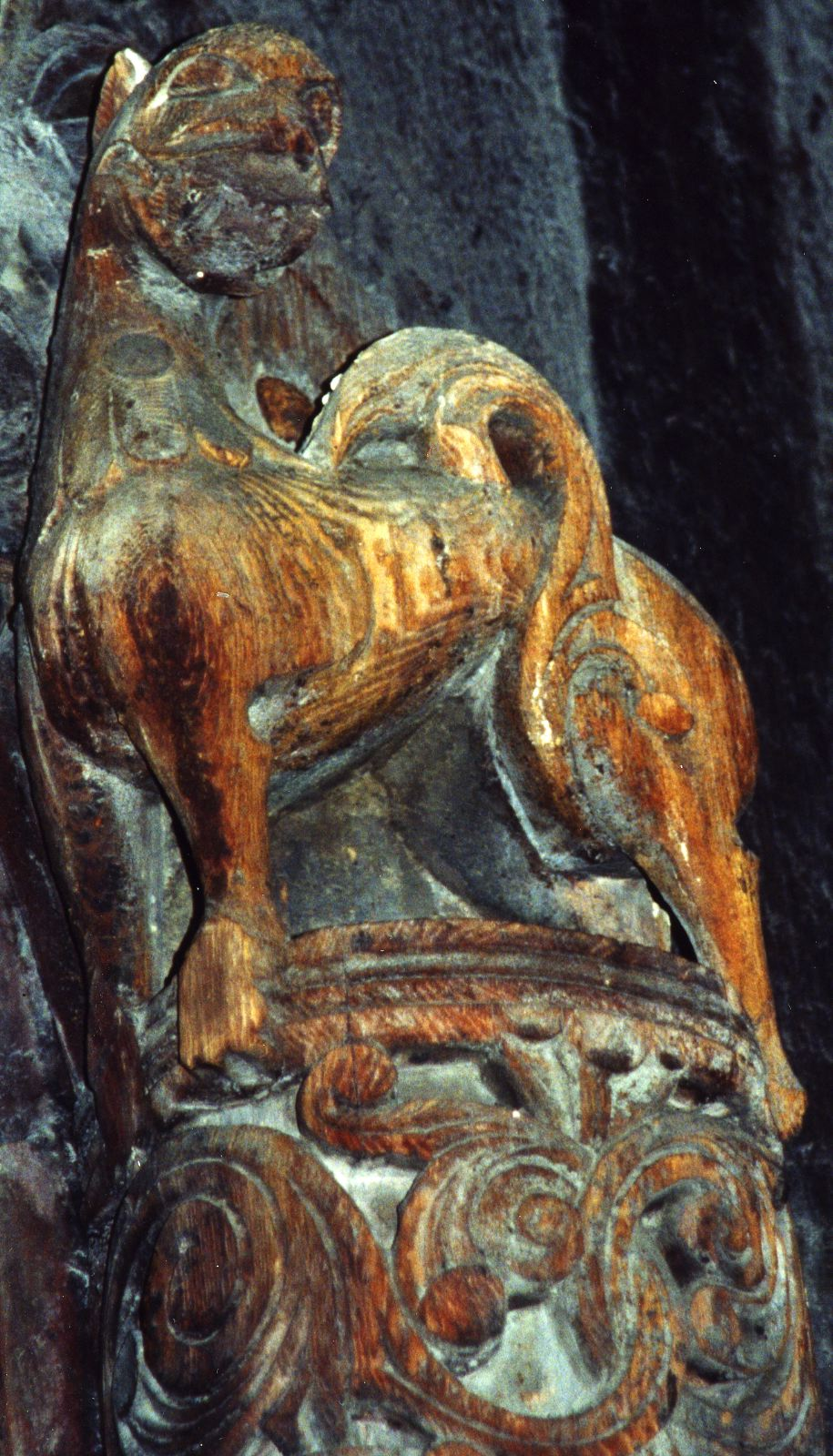
Leone dalla Stavkirke di Borgund.
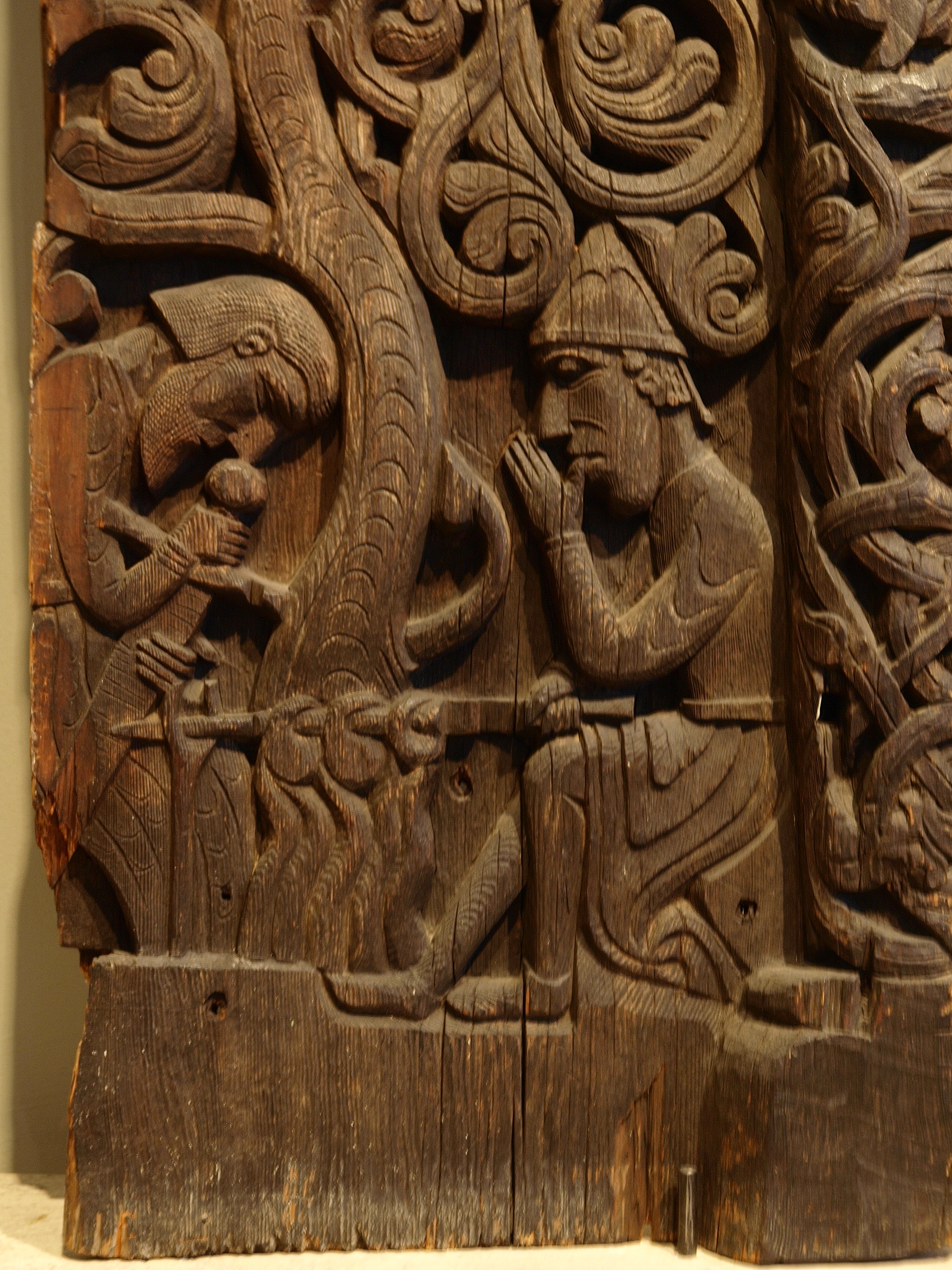
Sigurd succhia il sangue del drago dal suo pollice, intaglio dai pannelli della Stavkirke di Hylestad.
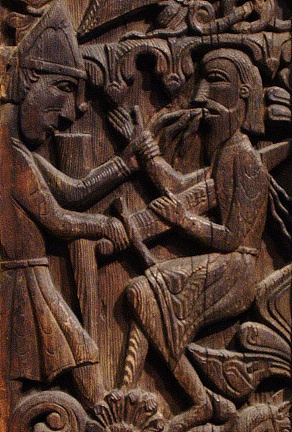
L'uccisione di Reginn, intaglio dai pannelli della Stavkirke di Hylestad.

Hoftun ritiene che molti dei cosiddetti motivi del portale pagano abbiano un chiaro messaggio cristiano, credendo che in linea di principio i motivi delle stavkirke norvegesi non differiscano da molti dei motivi trovati in altre opere d'arte ecclesiastiche romaniche, come sui portali delle chiese romaniche e sulle fonti battesimali in pietra svedesi e danesi.
Altri ricercatori ritengono che i portali siano ispirati dall'arte insulare. Il medium di questa contaminazione sarebbero stati manoscritti e sculture in pietra. Alcuni di questi manoscritti sono libri di animali con un contenuto allegorico cristiano, spesso indicati come Bestiari. L'origine di questi è il Physiologus, una raccolta di allegorie sugli animali con interpretazioni cristiane, che si dice abbia avuto origine ad Alessandria d'Egitto nel II secolo. Originariamente composto in greco, nel corso del Medioevo fu tradotto in diverse lingue. Le sue storie fanno anche da sfondo a tutti i bestiari che si conservano oggi nelle biblioteche e nelle raccolte private. Le fonti del Physiologus sono storie di animali indiani, ebraici ed egiziani e vari autori classici, tra gli altri Aristotele e Plinio il Vecchio. Nessuna copia originale greca dell'opera è sopravvissuta ed i più antichi esemplari conservati sono in latino, seppur si ritenga siano molto vicini all'originale. A poco a poco, è diventato comune illustrare i testi, ma c'è un balzo nello sviluppo e un certo numero di testi con illustrazioni sono andati perduti.
Lindkvist identifica nel Physiologus la fonte delle raffigurazioni animali nei portali del Gotland. Queste chiese in pietra venivano spesso costruite dopo che le chiese a doghe negli stessi luoghi erano diventate troppo piccole. Purtroppo la maggior parte delle chiese in legno è scomparsa, quindi non è possibile studiarne l'arredamento. Non è comunque irragionevole presumere che abbiano avuto lo stesso decoro delle stavkirke norvegesi e che questi motivi possano essere stati poi ripresi dai portali in pietra. Lo sfondo e l'origine sarebbero quindi approssimativamente gli stessi.

## Il "ProgrammaStavkirke"
Le cattive condizioni delle stavkirke spinsero il National Heritage Board ad avviare il c.d. "Programma Stavkirke" (no. Stavkirkeprogrammet) nel 2001. L'iniziativa doveva creare effetti a catena positivi sotto forma di una maggiore attività locale con metodi tradizionali di utilizzo di materiali e risorse. Gli obiettivi del programma erano:
- restaurare le stavkirke per preservarle per i posteri;
- preservare arredamento e opere d'arte dei templi;
- integrare la documentazione sulle stavkirke come base per la ricerca e la ricostruzione delle parti perdute.

I risultati dello Stavkirkeprogrammet, con i dettagli di quanto fatto nelle singole chiese, sono stati documentati in un rapporto nel 2008 disponibile online.

## Galleria d'immagini

Fotografie antiche e moderne delle più iconiche stavkirke norvegesi
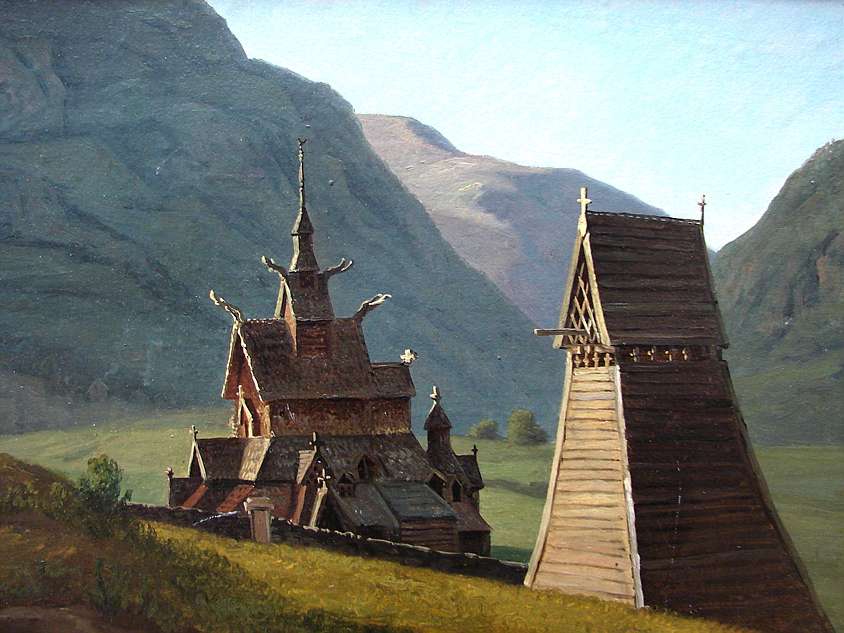
Stavkirken, Borgund - dipinto del 1833 di Martinus Rørbye (Carlsberg Glyptotek, København)
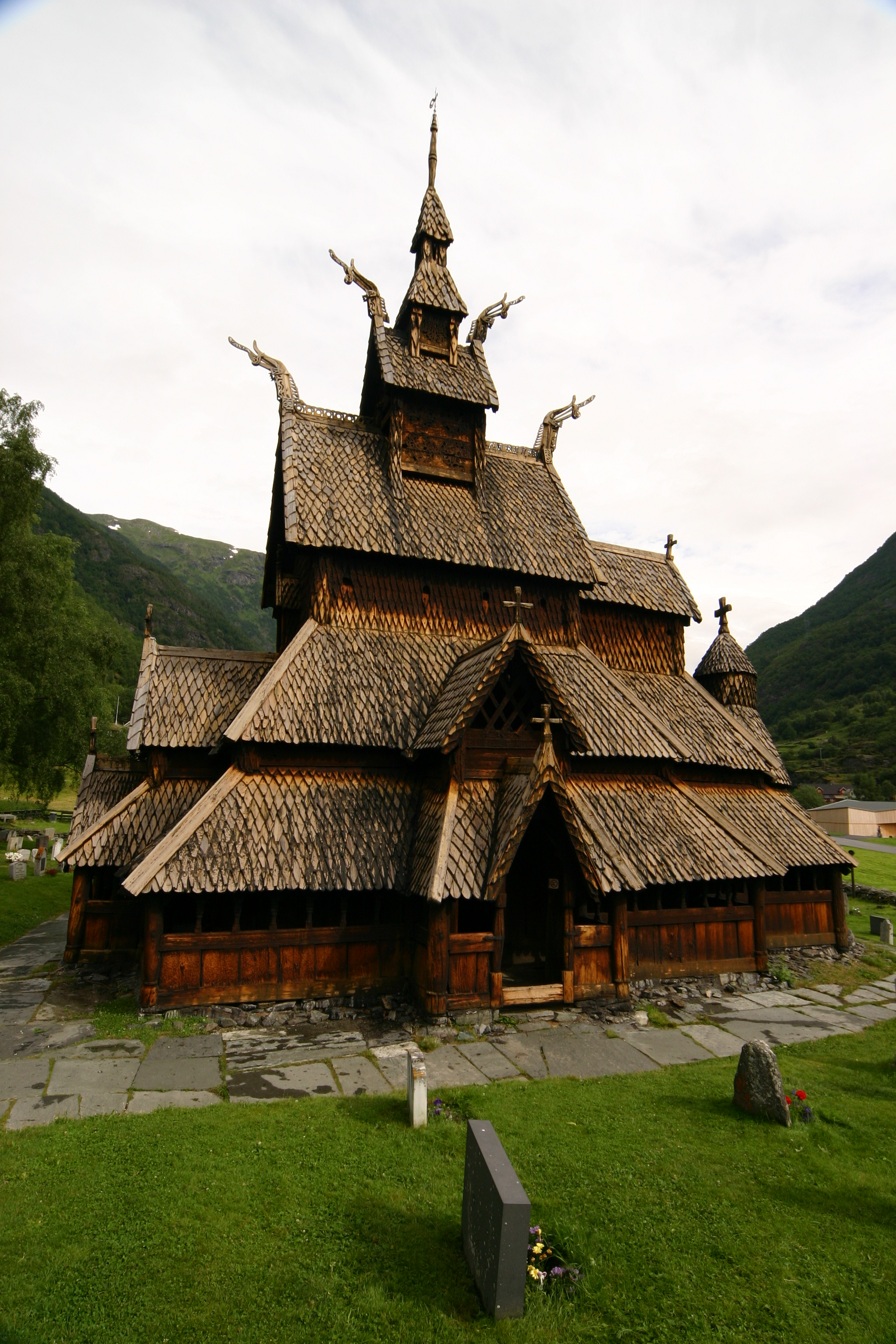
Stavkirke di Borgund - fotografia del 2005
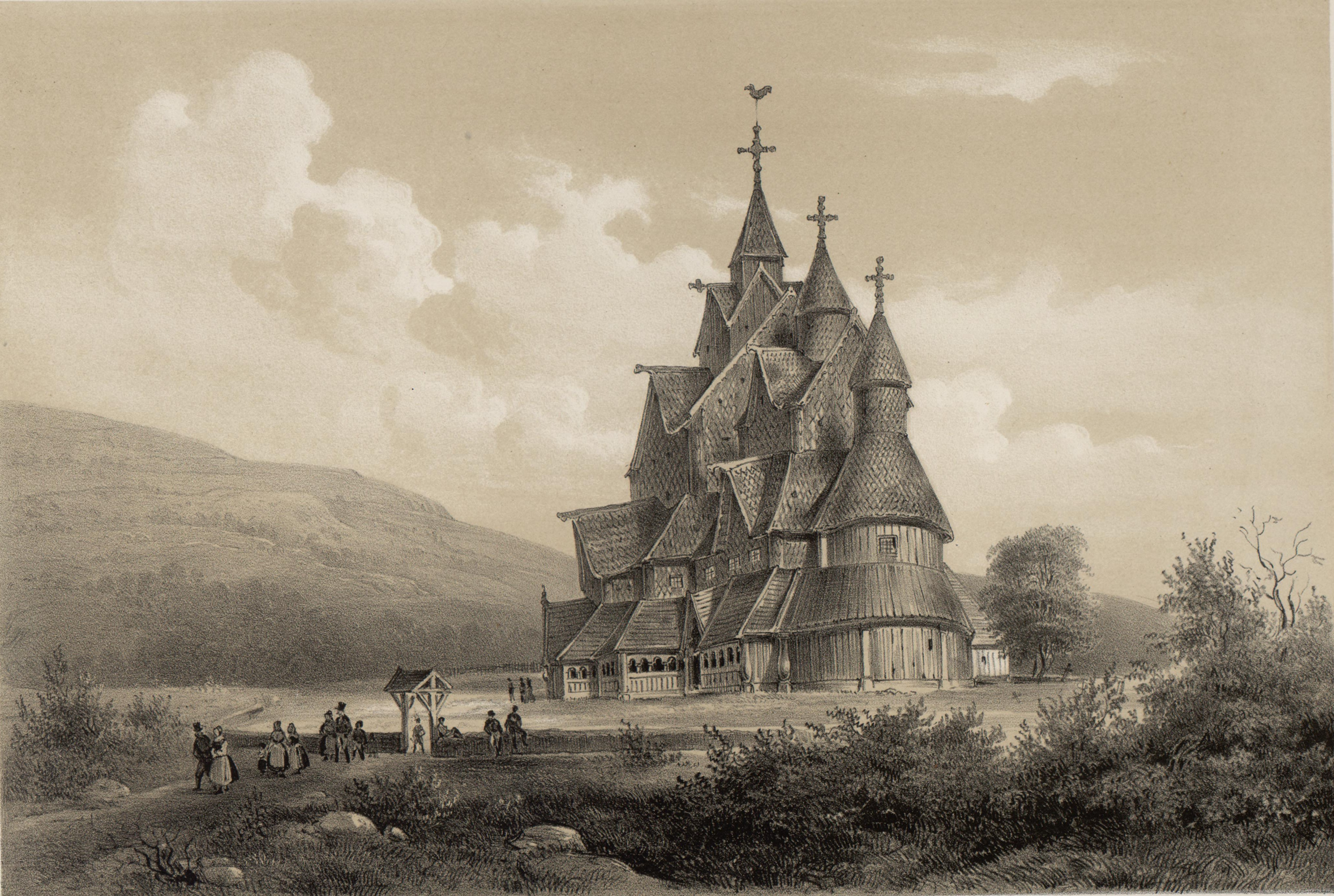
Stavkirke di Heddal - ill. in (NO) Tønsberg C, Norge fremstillet i Tegninger, 1848.
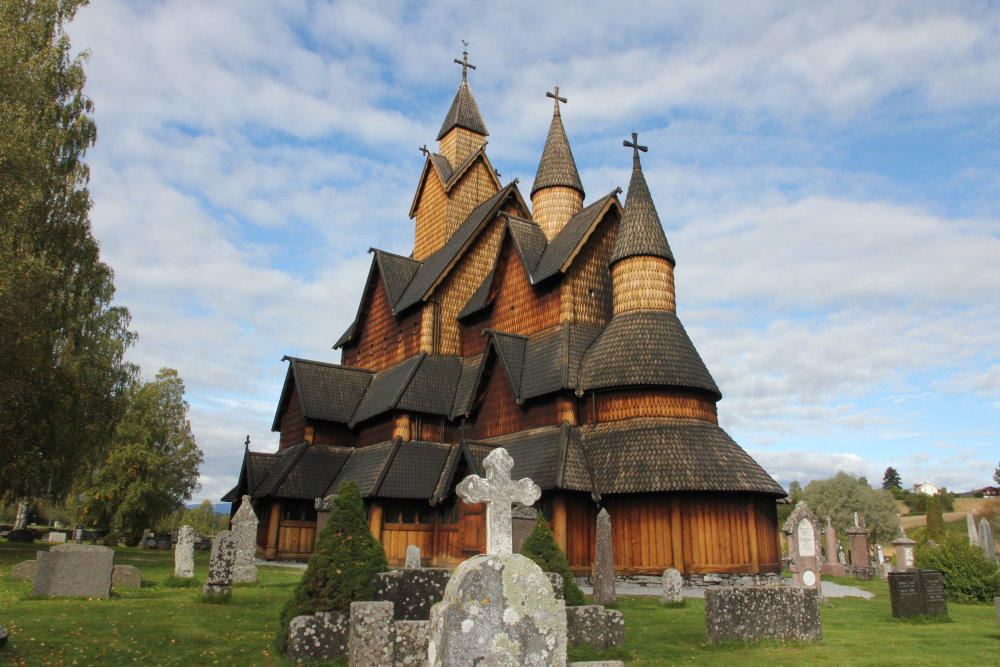
Stavkirke di Heddal - fotografia del 2010
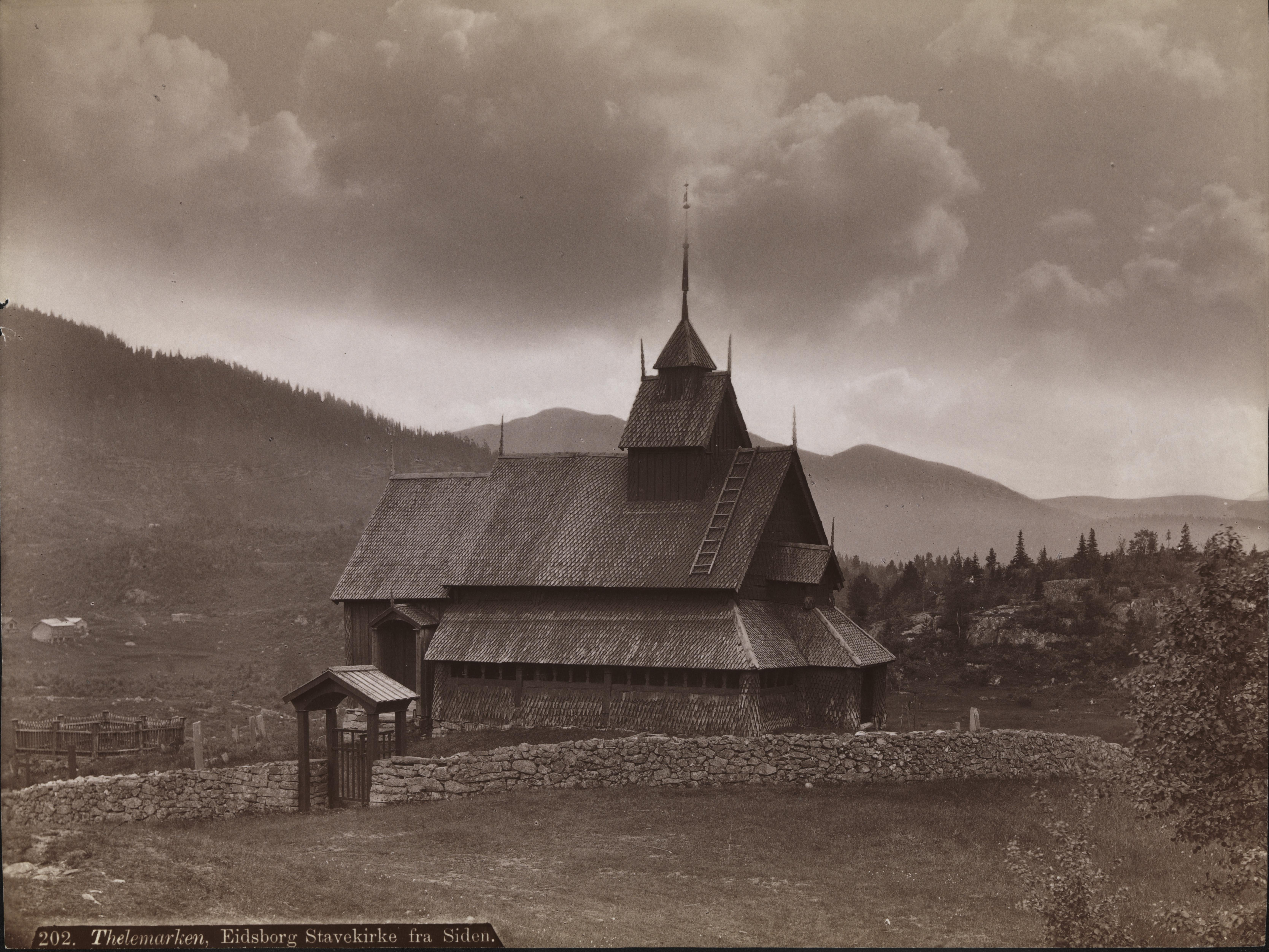
Stavkirke di Eidsborg - fotografia degli anni 1880–1890
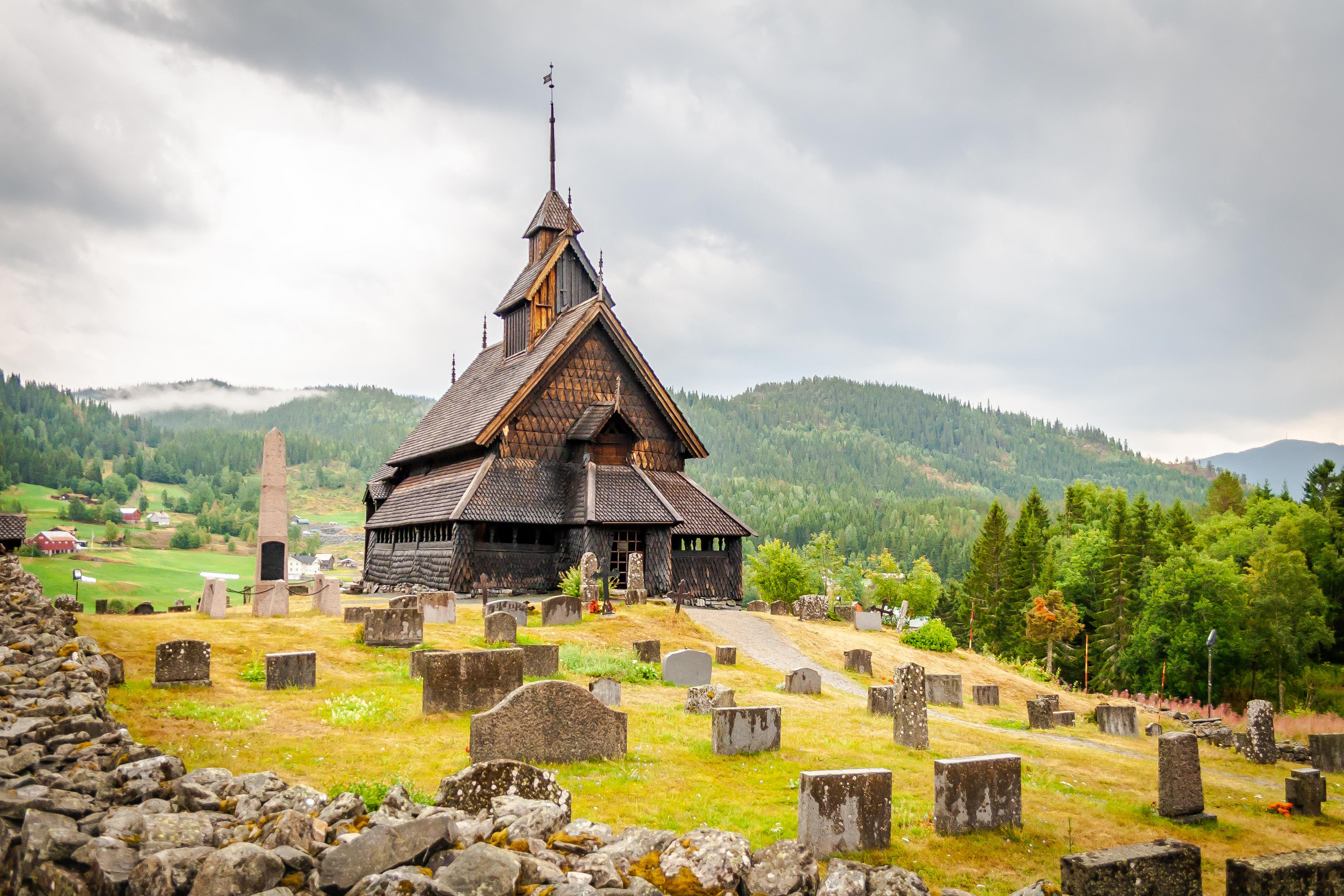
Stavkirke di Eidsborg - fotografia del 2018
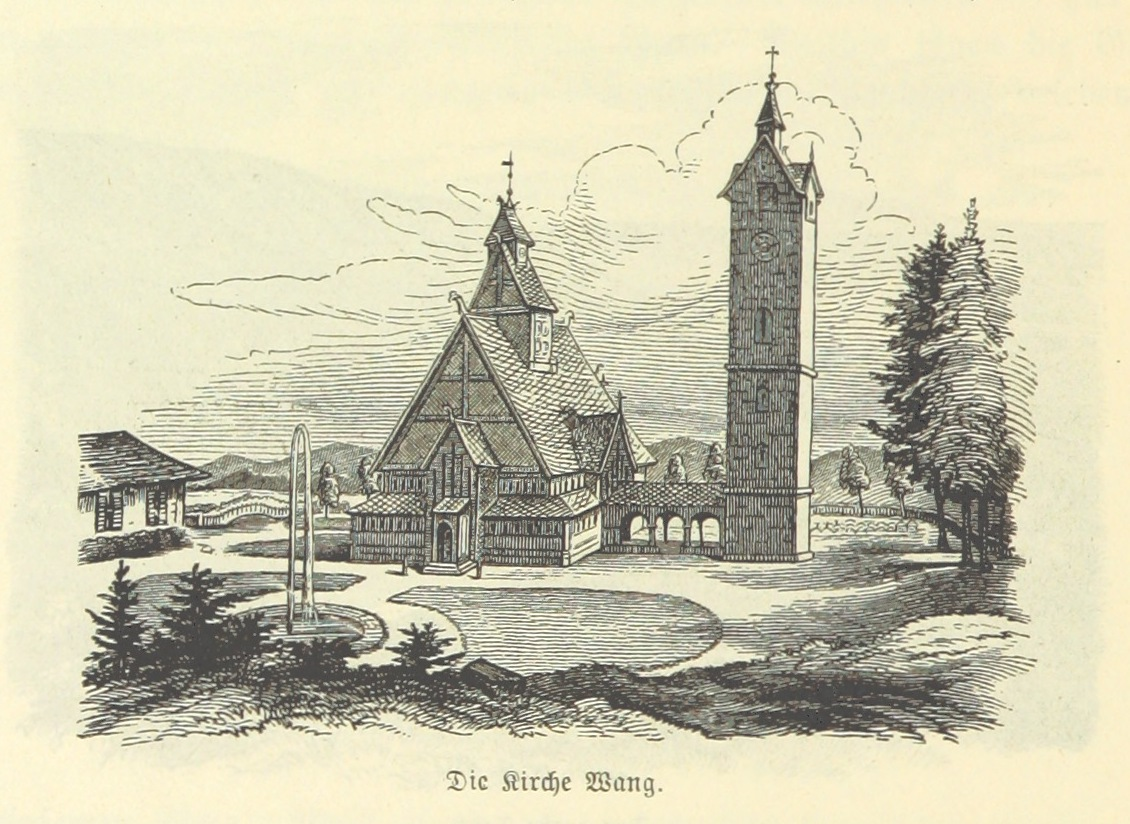
Stavkirke di Vang (oggi in Polonia) - cartolina del 1886
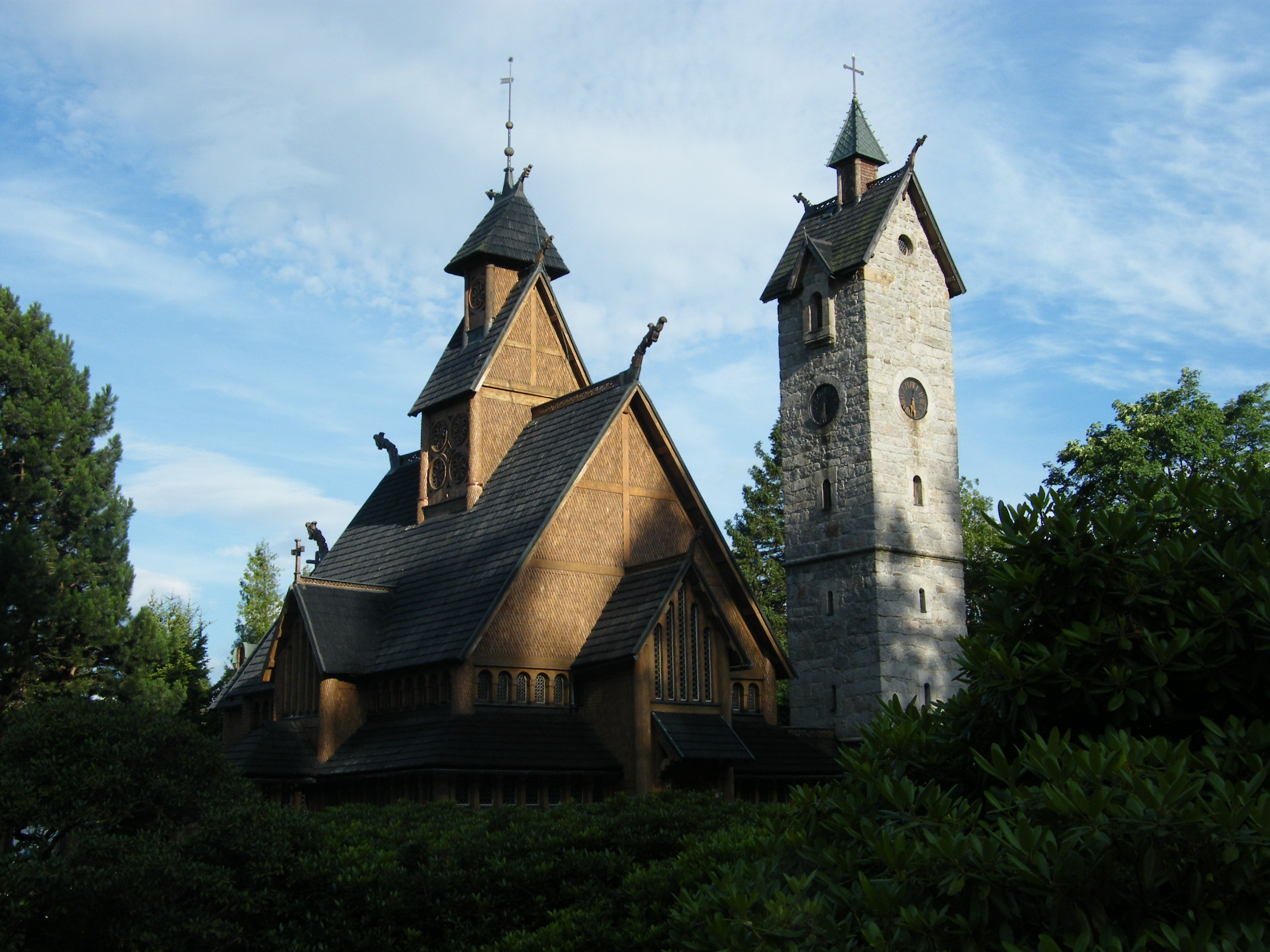
Stavkirke di Vang - fotografia del 2012

## Lista dellestavkirke
Come anticipato, la maggior parte delle stavkirke si trova in Norvegia ma se ne trovano anche in Islanda, Svezia, Danimarca e Germania. Le stavkirke sono un fenomeno piuttosto popolare e molte sono state costruite o ricostruite in tutto il mondo. Le due più copiate sono la stavkirke di Borgund e quella di Hedared, con alcune varianti, e talvolta con adattamenti per aggiungere elementi di note stavkirke della zona. In altri luoghi sono di una forma più libera e costruite come mera attrazione.

### Lestavkirkepiù antiche
Norvegia
Lista semi-ufficiale delle stavkirke norvegesi che rispettano un criterio specifico. Parti della datazione si basano sulle informazioni fornite da Stavkirke.org basate sulla datazione dei materiali delle chiese. In alcuni casi, le fonti scritte forniscono date differenti perché legate a ristrutturazioni, riutilizzi dei siti e/o dei materiali, ecc.
- Stavkirke di Borgund, Vestland – fine del XII secolo
- Stavkirke di Eidsborg, Telemark – metà del XIII secolo
- Stavkirke di Flesberg, Flesberg, Buskerud – costruita intorno al 1200
- Stavkirke di Fåvang, Ringebu, Innlandet – ricostruita nel 1630 (due chiese antiche ricostruite come una)
- Stavkirke di Garmo, Innlandet – circa 1150
- Stavkirke di Gol, Gol (ora al Norsk Folkemuseum), Buskerud – costruita nel 1212
- Stavkirke di Grip, Møre og Romsdal – seconda metà del XV secolo
- Stavkirke di Haltdalen, Trøndelag, – 1170 - 1179
- Stavkirke di Hedal, Innlandet – seconda metà del XII secolo
- Stavkirke di Heddal, Telemark – inizio del XIII secolo
- Stavkirke di Hegge, Innlandet – 1216
- Stavkirke di Hopperstad, Vestland – 1140
- Stavkirke di Høre, Innlandet – 1180
- Stavkirke di Høyjord, Vestfold – seconda metà del XII secolo
- Stavkirke di Kaupanger, Vestland – 1190
- Stavkirke di Kvernes, Møre og Romsdal – seconda metà del XIV secolo
- Stavkirke di Lomen, Innlandet – 1179
- Stavkirke di Lom, Innlandet – seconda metà del XII secolo
- Stavkirke di Nore, Nore og Uvdal, Buskerud – costruita nel 1167
- Stavkirke di Øye, Innlandet – seconda metà del XII secolo
- Stavkirke di Reinli, Innlandet – 1190
- Stavkirke di Ringebu, Innlandet – primo quarto del XIII secolo
- Stavkirke di Rollag, Rollag, Buskerud – costruita nella seconda metà del XII secolo, con materiali oggi datati al 1482[103][104]
- Stavkirke di Rødven, Møre og Romsdal – attorno al 1200
- Stavkirke di Røldal, Vestland – prima metà del XIII secolo (potrebbe essere una stolpekirke)
- Stavkirke di Torpo, Ål, Buskerud – costruita nel 1192
- Stavkirke di Undredal, Vestland – metà del XII secolo
- Stavkirke di Urnes, Vestland – prima metà del XII secolo (sulla lista del Patrimonio dell'umanità dell'UNESCO)[8]
- Stavkirke di Uvdal, Uvdal, Buskerud – costruita nel 1168

Polonia
- Stavkirke di Vang trasferita in Polonia, a Karpacz (non è più nella lista ufficiale a causa della ricostruzione)

Svezia
- Stavkirke di Hedared in Svezia – circa del 1500 sul sito di una precedente stavkirke (non è sulla lista ufficiale norvegese)

Inghilterra
- Chiesa di Greensted – datata tra l'845 e il 1053, è una chiesa di origine sassone che condivide molti dettagli costruttivi con le stavkirke delle quali si pensa possa essere il più antico esemplare.[105]

### Stavkirkepiù recenti e repliche
Svezia

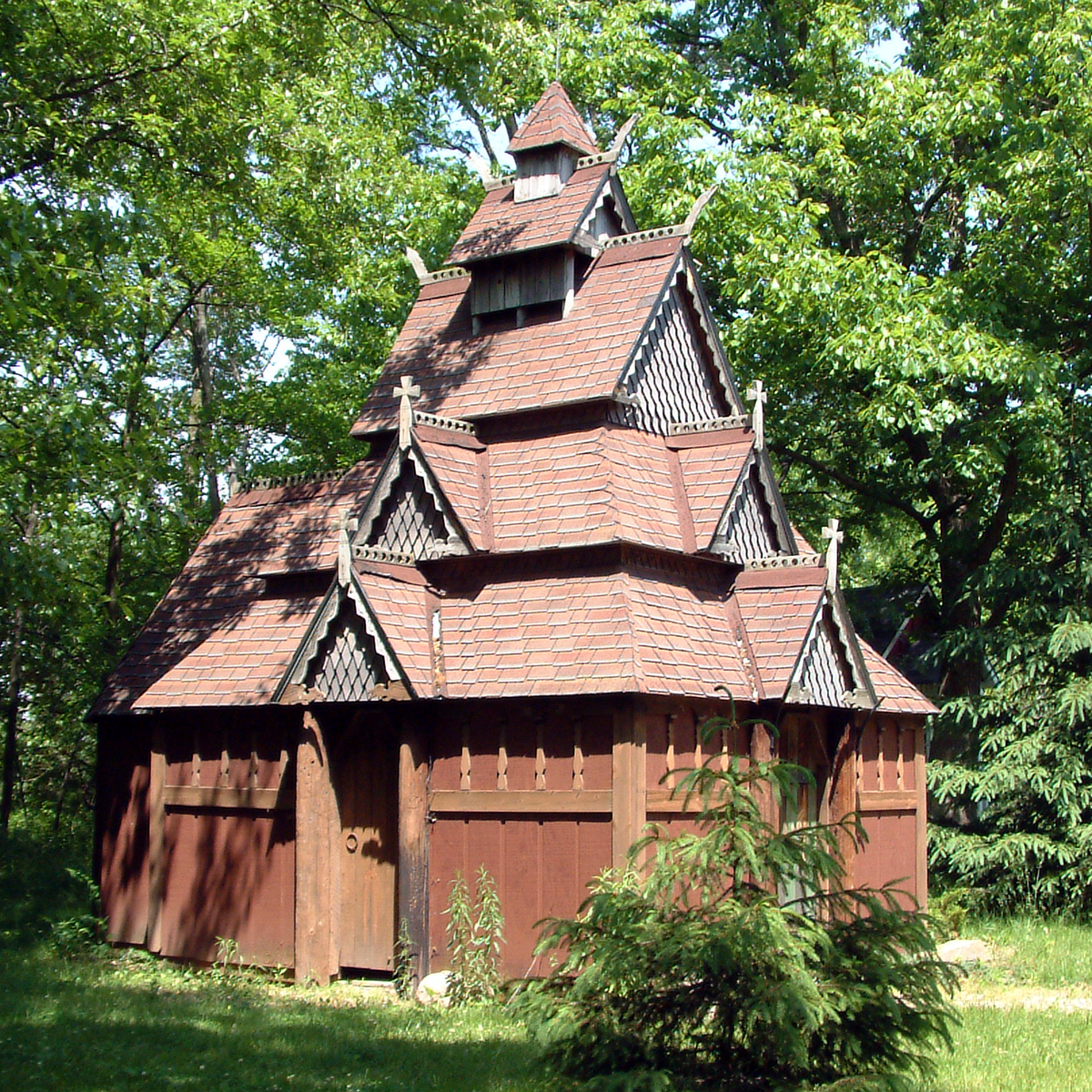
St. Swithun, una stavkirke a Warren County in Indiana.

- Stavkirke di Skaga in Töreboda, contea di Västra Götaland, costruita nel XII secolo, demolita nel XIX secolo, ricostruita negli anni 1950, bruciata e ricostruita nuovamente nel 2001
- Saint Olaf's chapel in Hardemo, Svealand, costruita tra il 1766 e il 1767

Islanda
- Stavkirke di Heimaey a Heimaey, Vestmannaeyjar, costruita nel 2000

Stati Uniti d'America
- Stavkirke di Black Hills a Rapid City, nel Dakota del Sud
- Boynton Chapel a Bjorklunden, nella Contea di Door, Wisconsin
- Replica della stavkirke di Hopperstad a Moorhead in Minnesota
- Trinity Lutheran Church's nella Washington Island in Wisconsin
- St. Swithun a Warren County in Indiana.
- Parco Memoriale Scandinavo a Minot nel Dakota del Nord.

Norvegia
- Stavkirke di Fantoft, del 1150, incendiata dolosamente nel 1992 da Varg Vikernes e ricostruita nel 1997 (non è più sulla lista ufficiale)
- Stavkirke di Haltdalen (replica), copia dell'antica chiesa ora allo Sverresborg museum
- Stavkirke di Gol (replica), replica eretta negli anni 1990 in un altro (improbabile) luogo nella comunità da cui fu trasferita nel 1880 la Stavkirke di Gol.

Germania
- Stavkirke di Gustav Adolf a Hahnenklee nei dintorni di Harz in Germania

### Siti archeologici e chiese smantellate
Molte stavkirke sono sparite da lungo tempo.
Islanda
- Scavi archeologici di Thorarinsstadir a Seyðisfjörður, Islanda dell'Est (stolpekirke che precede le stavkirke)

Norvegia
- Hakastein church, Skien. Scavi archeologici di stolpekirke costruita tra il 1010 e il 1040.
- Chiesa di St.Thomas (Filefjell)
- Stavkirke di Vågå (portale di un'antica chiesa)

Svezia
- Chiesa di Maria Minore presso Lund costruita attorno al 1060

### Esplicative
1. ↑  Nel Medioevo, l'attività edilizia conobbe in Scandinavia tre fasi: la prima, fino alla Peste Nera del 1350; la seconda, caratterizzata da una stasi edilizia, fino alla metà del XV secolo; infine, la fase tardomedievale, dalla 1450 alla Riforma Protestante (1550), caratterizzata da notevoli cambiamenti nelle tecniche e nelle tipologie precedentemente in uso - Savi 1991
2. ↑  In Inghilterra, la diffusione dell'opera a graticcio (en. half timber work) data al periodo anglosassone, quando ciò l'opera a doghe era ancora in fase embrionale - (EN) Wood M, The English Medieval House, Londra, 1965,  p. 212.

### Bibliografiche
1. ↑   Stavkirke, in Treccani.it – Vocabolario Treccani on line, Roma, Istituto dell'Enciclopedia Italiana.
2. ↑   Stavkirke, in Sapere.it, De Agostini.
3. ↑   Edward Lucie-Smith, Dizionario dei termini d'arte, traduzione di Donata Battilotto, presentazione di Lionello Poppi, Padova, Franco Muzzio, 1988,  p. 85, ISBN 88-7021-415-X.
4. 1 2 3  Storsletten 1993, p. 24.
5. 1 2  (NO) Verdifulle stavkirker, su Riksantikvaren, 4 luglio 2004. URL consultato il 28 settembre 2007 (archiviato dall'url originale il 21 aprile 2008).
6. 1 2  (NO) Kart over de gjenværende, su stavkirke.info. URL consultato il 12 luglio 2022 (archiviato dall'url originale il 14 agosto 2011).
7. 1 2   Smith JT, L'architettura anglosassone in legno, in Hansen HJ (a cura di), Architettura in legno, Firenze, 1969,  pp. 69-116.
8. 1 2  (EN) Urnes Stave Church, su whc.unesco.org.
9. ↑   Baboș A, Tracing a Sacred Building Tradition. Wooden Churches, Carpenters and Founders in Maramureș until the Turn of the 18th Century, Università di Lund, 2004,  p. 12.
10. ↑  Storsletten 1993.
11. 1 2 3 4 5  Anker 2005.
12. 1 2  (NO) Ekroll Ø, Med kleber og kalk. Norsk steinbygging i mellomalderen, Oslo, Samlaget, 1997.
13. ↑  Bugge 1994, p. 17.
14. 1 2 3 4 5  Dietrichson 1892.
15. 1 2  (NO) Gjærder Per, Stolper og staver i bygningsteknisk sammenheng, in Schjelderup H e Storsletten O (a cura di), Grindbygde hus i Vest-Norge. NIKU-seminar om grindbygde hus, Museo Bryggens 23.-25.03 1998, Oslo, Norsk Institutt for kulturminneforskning, 1999.
16. ↑  (NO) Ágústsson H, Kyrkjehus i ei norrøn homilie, in Di og Bygd, vol. XXV, 1976,  pp. 1-38.
17. ↑  (NO) Jensenius JH, Stavkirkeprekenen som bygningshistorisk kilde, Fortidsminneforeningens, 2001.
18. ↑  Omelia, p. 102.
19. ↑  Gulaþingslov.
20. ↑  (NO) Vreim H, Norsk trearkitektur, Oslo, Gyldendal, 1947.
21. ↑  (NO) Muri S, Gamle kyrkjer i ny tid, Oslo, Samlaget, 1975,  p. 14.
22. ↑  (NO) Bugge A, Heddal stavkirke, Oslo, Grøndahl, 1954.
23. ↑  (NO) Christie Håkon, Urnes stavkirkes forløper belyst ved utgravninger under kirken, in Foreningen til norske Fortidsminnesmerkers bevaring, Årbok, vol. 113, 1958,  pp. 49-74.
24. ↑  Adamo da Brema.
25. ↑  Dietrichson 1892, p. 82.
26. ↑  Dietrichson 1892, p. 83.
27. 1 2  Anker 1997.
28. ↑  (NO) Nordhagen PJ, Stavkyrkjene, in Norsk arkitekturhistorie: frå steinalder og bronsealder til det 21. hundreåret, Oslo, Samlaget, 2003,  pp. 89-119, ISBN 82-521-5748-3.
29. ↑  Bugge 1990, p. 35.
30. ↑   Roussel A, Islands gudehove, Stenberger, 1943,  pp. 215-223.
31. ↑  (NO) Olsen O, Hørg, hov og kirke.
32. ↑  (NO) Jensenius JH, Trekirkene før stavkirkene [TESI], Scuola di architettura di Oslo, 2001.
33. ↑  Nordhagen 2003.
34. ↑  (DE) Hansen M, Fire kirkesteder i Romsdal, Università di Bergen, 2014.
35. ↑  (EN) Davidson HRE, Myths and Symbols in Pagan Europe : Early Scandinavian and Celtic Religions, Syracuse University Press, 1988, ISBN 0-8156-2441-7.
36. ↑  (EN) Reed MF, Norwegian Stave Churches and Their Pagan Antecedents, in RACAR: Revue D'art Canadienne / Canadian Art Review, vol. 24, 1997,  pp. 3-13.
37. ↑  (EN) heartwood | plant anatomy | Britannica, su britannica.com. URL consultato il 9 dicembre 2021.
38. ↑   Forest Products Laboratory e USDA Forest Service, Wood handbook : wood as an engineering material. (PDF), in Forest Products Laboratory, U.S. Department of Agriculture, Forest Service, Forest Products Laboratory, 2010,  pp. capitoli 3, 5, 7. URL consultato il 10 dicembre 2021 (archiviato dall'url originale il 24 aprile 2021).
39. ↑  (NO) Bjerknes K, Kaupanger stavkirke og dens konstruksjoner, Oslo, Fabritius, 1976.
40. ↑  (NO) Stavkirker i Norge er eldre enn antatt, su Gemini.no, 31 ottobre 2019.
41. ↑  (NO) Aksnes SN, Eit lite hol avslørte ein stor hemmelegheit, su NRK, 11 dicembre 2019.
42. 1 2  (NO) Jensenius JH, Trekirkene per stavkirkene, Arkitekthøyskolen-Oslo, Avhandling dr.ing., 2001.
43. 1 2  Christie 1974, p. 12.
44. ↑  (EN) Aune P, Sack RL e Selberg A, The stave churches of Norway, in Scientific American, vol. 249, 1983,  pp. 96-105.
45. ↑  (EN) News, in British Archaeology, n. 10, dicembre 1995. URL consultato il 12 luglio 2022 (archiviato dall'url originale il 7 agosto 2011).
46. ↑  (NO) Magnell S, De første kirkene i Norge. Kirkebyggingen og kirkebyggere før 1100-tallet [TESI], Università di Oslo, 2009.
47. ↑  Krogh 2011,  pp. 166-170.
48. 1 2 3 4 5  Christie 1981.
49. ↑   Bygningstekniske og arkeologiske bemerkninger om trekirker i Norge i vikingtid og middelalder, Collegium Medievale, 2010.
50. ↑  Christie 1978, p . 15.
51. ↑   Berg A e Sjømar P, Stavkirker. in Savi 1991
52. ↑  Krogh 2011, pp. 74-98.
53. ↑  Hauglid 1976, pp. 339-344.
54. ↑  (EN) Lunden K, Norge under Sverreætten, in Norges historie bind 3, 1987,  p. 95, ISBN 82-574-0436-5.
55. ↑  Dietrichson 1892, p. 259.
56. ↑  (EN) Bjerknes K e Lidén HE, The Stave Churches of Kaupanger, Oslo, Fabritius, 1975,  pp. 82-83.
57. 1 2  Savi 1991.
58. ↑  Hauglid 1976, p. 66.
59. ↑  Anker 1997, pp. 200-201.
60. ↑  (DE) Strzygowski J, Die Europäische Kunst, in Belvedere, vol. 6, 1924,  pp. 37-55.
61. ↑  (EN) Horn W, On the Origin of the Medieval Bay System, in JSAH, vol. 17, 1958,  pp. 2-23.
62. ↑   Jarnalderens langhus blei brende og gravlagde (PDF), in Apollon, febbraio 2017,  pp. 16-17.
63. 1 2  (NO) Munksgaard JH, Byggeskikkene - litt av hvert av mange sorter, in Larsen P (a cura di), Møre og Romsdal, Oslo, Gyldendal, 1977,  pp. 406-432.
64. ↑  Anker 1997, p. 18.
65. 1 2  Storsletten 1993, p. 20.
66. ↑  (NO) Vreim H, Laftehus: tømring og torvdekking, Oslo, Noregs boklag, 1966.
67. ↑  (NO) Andersen R, Bryggen i brennpunktet, Bryggen Museum, 1985, ISBN 8290289189.
68. ↑  (NO) Christie H, Grindbygde hus og stavkirker, in Schjelderup H e Storsletten O (a cura di), Grindbygde hus i Vest-Norge. NIKU-seminar om grindbygde hus, Bryggens museum 23.-25.03.98, Oslo, Norsk institutt for kulturminneforskning.
69. ↑  Hauglid 1976, pp. 73-74.
70. ↑  Hauglid 1976, pp. 74-76.
71. ↑  Hauglid 1976, pp. 74-76 e 132.
72. ↑  Hauglid 1976, p. 77.
73. 1 2  Hauglid 1976, pp. 78-81.
74. ↑  Beda, 4, 25; PL, XCV, col. 158.
75. ↑  Hauglid 1976, pp. 86-88.
76. 1 2  (NO) Ahrens C, Om stavkirkeproblemet, in Fortidsminnforeningens årbok 1994, Oslo, Foreningen til norske fortidsminnesmerkers bevaring,  pp. 37-49.
77. ↑  Anker 1997, p. 221.
78. ↑  Hauglid 1976, pp. 91-95 e 106.
79. ↑  Hauglid 1976, p. 110.
80. 1 2  Hauglid 1976, pp. 145-146.
81. ↑  Hauglid 1976, p. 160.
82. ↑  Hauglid 1976, pp. 142-144.
83. ↑  Bugge 1981, p. 12.
84. ↑  Anker 1997, p. 200.
85. ↑  Hauglid 1976, pp. 166-168.
86. ↑  Hauglid 1976, pp. 157-158.
87. ↑  (EN) Andresen B, The Expressive Capacity of the Timber Frame[collegamento interrotto], University of Queensland.
88. ↑  Fuglesang 1981.
89. ↑  Fuglesang 1981, p. 97.
90. ↑  Krogh 2011, pp. 204-207.
91. ↑  Hohler 1981, p. 261.
92. ↑  Hohler 1981, p. 266.
93. ↑  Hohler 1981, p. 317.
94. 1 2  Hoftun 2002.
95. 1 2  Hoftun 2008.
96. ↑  Anker 2005, p. 61.
97. ↑  Anker 1997, p. 265.
98. ↑  Anker 2005, p. 62.
99. ↑  (EN) Rudolph C, The "Things of Greater Importance" : Bernard of Clairvaux's Apologia and the Medieval Attitude toward Art, Philadelphia, 1990.
100. ↑  Anker 1997, p. 267.
101. ↑  Lindkvist 1998, p. 105.
102. ↑  (NO) Riksantikvaren, Stavkirkeprogrammet 2001–2015. Hva har skjedd så langt? (PDF), su ra.brage.unit.no, 2008.
103. ↑  (NO) Kirken kan være eldre, su Stavkirke.org. URL consultato il 14 luglio 2022 (archiviato dall'url originale il 26 settembre 2007).
104. ↑  (NO) Stavkirken ble først nevnt i skriftlige kilder i 1425, men den er langt eldre.
105. ↑  (EN) Frewins C, The Church Explorer's Handbook, Canterbury Press Ltd, 2005,  p. 16, ISBN 1-85311-622-X.

### Fonti primarie
- (LA) Adamo da Brema, Gesta Hammaburgensis ecclesiae pontificum, XI secolo.
- (LA) Beda il Venerabile, Historia ecclesiastica gentis Anglorum, 731.
- Legge di Gulaþing (no. Gulaþingslov) ed. in (NO) Gulatingslovi, Oslo, Samlaget, 1952.
- Antico libro di omelie norvegese ed. in (NO) Gammelnorsk homiliebok, Oslo, Universitetsforlaget, 1971.

### Fonti secondarie
in italiano
- Savi ME [et al.], ARCHITETTURA IN LEGNO, in Enciclopedia dell'arte medievale, Roma, Istituto dell'Enciclopedia Italiana, 1991.

in altre lingue
- (NO) Aaraas MH [et al.], Hopperstad stavkyrkje - På kyrkjeferd i Sogn og Fjordane, in Sogn og Fjordane fylkeskommune, volume 2, 2000,  pp. 288-295, ISBN 82-91722-14-5.
- (NO) Anker L, Middelalder i tre, Stavkirker, ARFO forlag, 2005, ISBN 82-91399-16-6.
- (NO) Anker P, Stavkirkene: Deres egenart og historie, Oslo, J.W. Cappelens forlag, 1997, ISBN 978-82-02-15978-8.
- (EN) Blindheim M, Gothic Painted Wooden Sculpture in Norway 1220–1350, Oslo, 2004, ISBN 82-7631-072-9.
- (NO) Bugge G e Mezzanotte B, Stavkirker, Oslo, Grøndahl Dreyer, 1994, ISBN 82-504-2072-1.
- (NO) Bugge G e Norberg-Schultz C, Stav og laft i Norge, Oslo, Arkitekturforlaget, 1990.
- (NO) Bugge G, Stavkirkene i Norge: innføring og oversikt, Oslo, Dreyer, 1981, ISBN 82-09-01890-6.
- (NO) Christie H, Stavkirkene – arkitektur, in Berg K (a cura di), Norges kunsthistorie. 1 : Fra Oseberg til Borgund, Gyldendal, 1981,  pp. 139-252, ISBN 8205122644.
- (NO) Christie H, Da Fortidsminnesmerkeforeningen reddet stavkirkene, in Fortidsminneforeningens Årbok, 1978,  pp. 43-62.
- (NO) Dietrichson L, De norske stavkirker: studier over deres system, oprindelse og historiske udvikling : et bidrag til Norges middelalderske bygningskunsts historie, Kristiania, Cammermeyer, 1892.
- (NO) Elstad H, Dei norske stavkyrkjene - ei innføring, Facoltà di Teologia di Oslo. URL consultato il 26 gennaio 2018 (archiviato dall'url originale l'11 novembre 2005).
- (NO) Fuglesang SH, Vikingtidens kunst, in Norges kunsthistorie, Oslo, Gyldendal, 1981,  pp. 36-138, ISBN 8205122652.
- (NO) Hauglid R, Norske Stavkirker: dekor og utstyr, Oslo, Dreyer, 1973.
- (NO) Hauglid R, Norske stavkirker. 2 : Bygningshistorisk bakgrunn og utvikling, Oslo, Dreyer, 1976, ISBN 8209013513.
- (EN) Hohler EB, Norwegian Stave Church Sculpture, I, Oslo, Scandinavian University Press, 1999, ISBN 978-82-00-12748-2.
- (NO) Krogh KJ, Urnesstilens kirke – Forgængeren for den nuværende kirke på Urnes, Oslo, 2011, ISBN 978-82-530-3400-3.
- (SV) Lagerlöf E e Svahnström G, Gotlands Kyrkor, Kristianstad, 1991, ISBN 91-29-61598-4.
- (SV) Lindgren M [et al.], Svensk Konsthistoria, Kristianstad, 2002, ISBN 91-87896-52-4.
- (SV) Lindkvist E, Af jorden allhanda djur i Røkringar, Visby, 1998, ISBN 91-630-6401-4.
- (NO) Nordhagen PJ, Stavkyrkjene, in Norsk arkitekturhistorie : frå steinalder og bronsealder til det 21. hundreåret, Samlaget, 2003,  pp. 89-119, ISBN 82-521-5748-3.
- (NO) Storsletten O, En arv i tre: de norske stavkirkene, Oslo, Aschehoug, 1993, ISBN 8203220061.
- (NO) Valebrokk E e Thiis-Evensen T, Levende fortid. De utrolige stavkirkene, Boksenteret, ISBN 82-7683-024-2.